# Biserica reformată din Tetișu

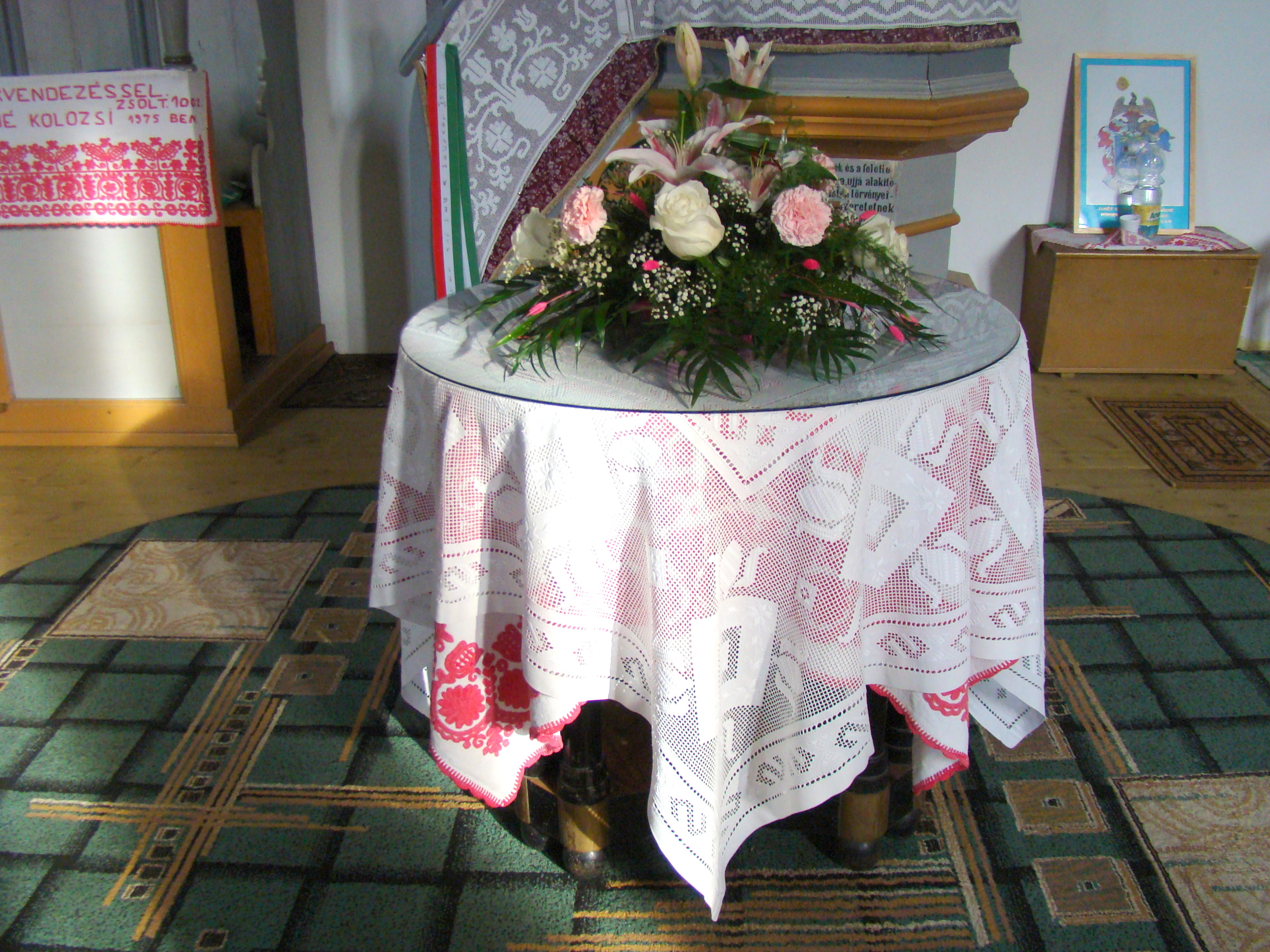
Masa Domnului

Biserica reformată din Tetișu este un monument istoric aflat pe teritoriul satului Tetișu; comuna Fildu de Jos.

## Localitatea
Tetișu (în maghiară Ketesd) este un sat în comuna Fildu de Jos din județul Sălaj, Transilvania, România. Localitatea este amplasată pe Valea Almașului. Menționată pentru prima dată în anul 1399.

## Biserica
Până în anul 1937 localitatea Tetișu a avut o biserică de lemn cu un turn înalt de 37 m. Pe stegulețul turnului era trecut anul 1796. La începutul secolului XX biserica a devenit neîncăpătoare. Ca urmare biserica de lemn a fost demolată și în perioada 1937-1941 a fost ridicată o biserică nouă  după planurile arhitectului Kós Károly.
Arhitectul Kós Károly a adunat patrimoniul valoros al bisericii vechi și l-a amplasat în navă. Astfel pe tavanul actualei biserici se pot admira 21 de casete pictate de Asztalos János, în anul 1692. Coroana amvonului a fost realizată în 1798, iar amvonul în 1892. Clopotul mic a fost turnat în anul 1766. Orga a fost construită în 1860.

## Vezi și
- Tetișu, Sălaj

## Imagini din exterior

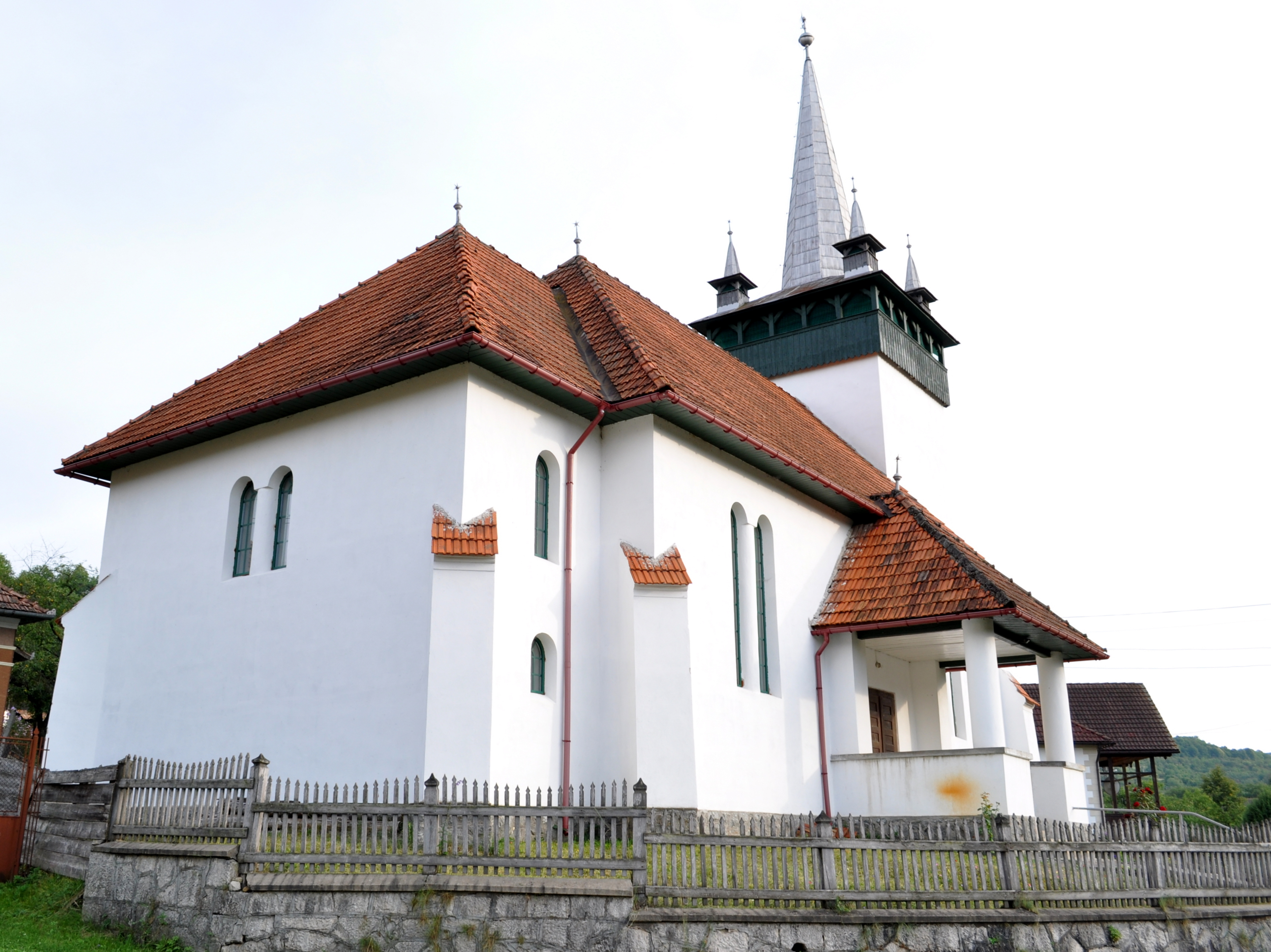
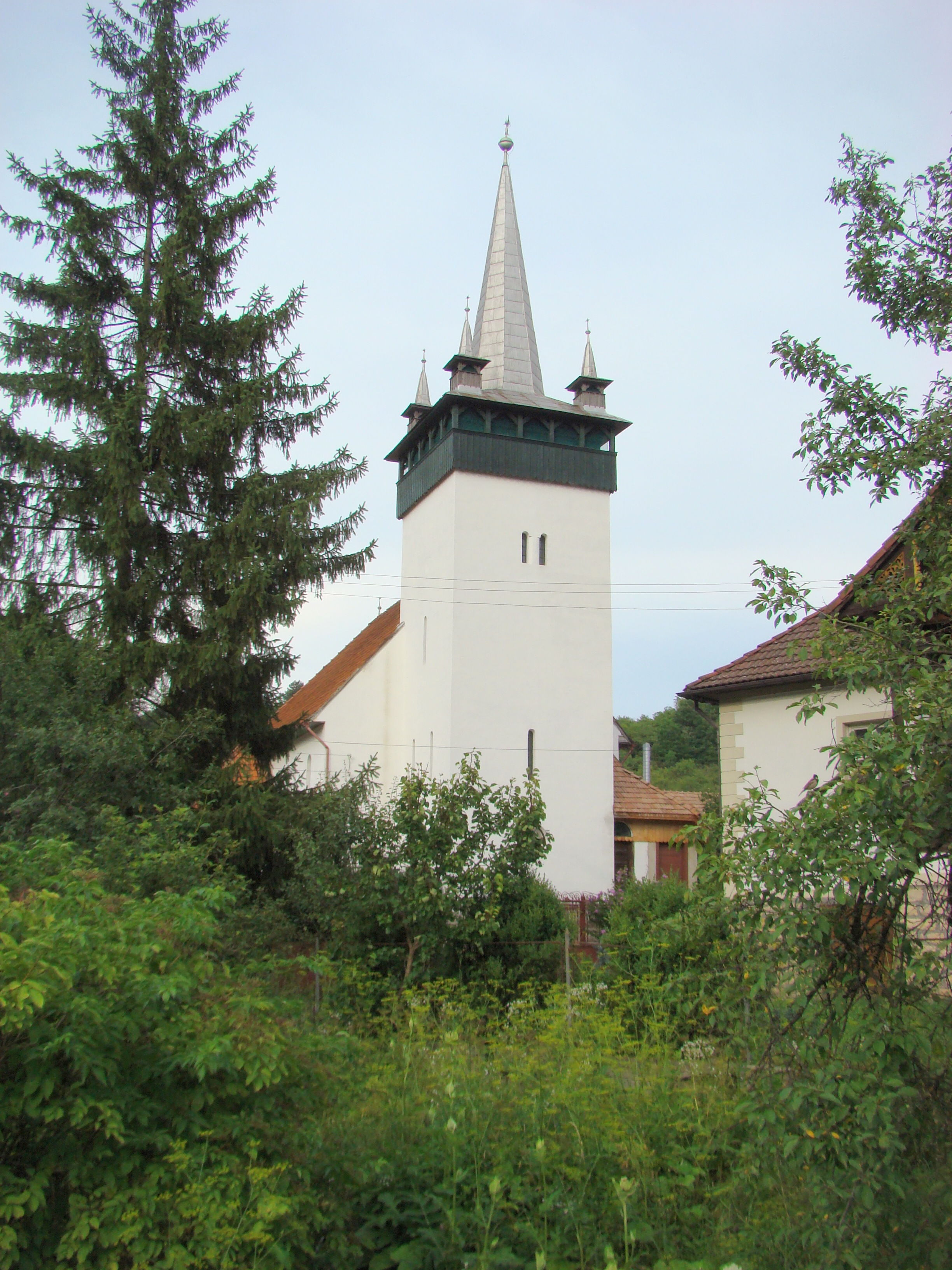
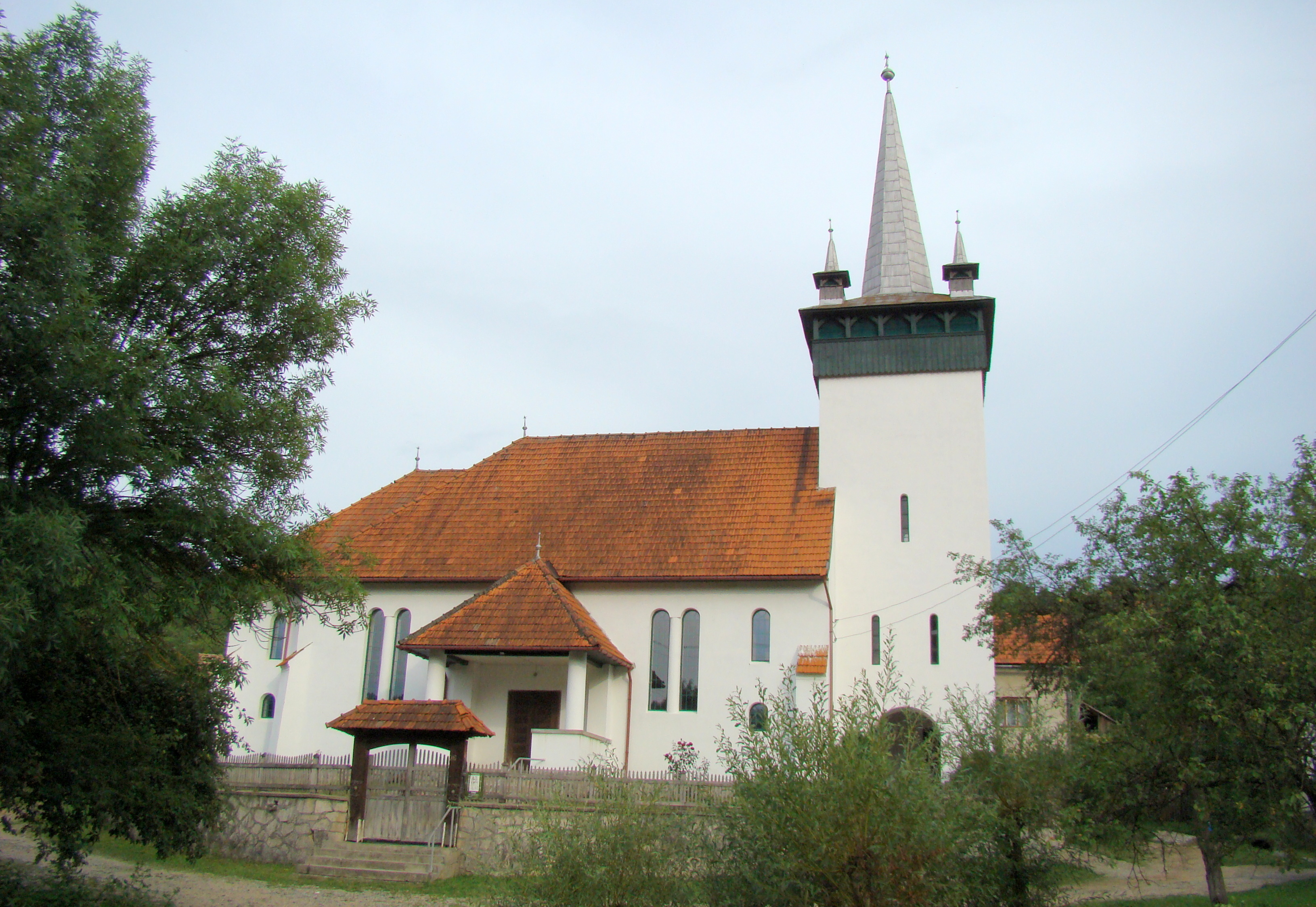
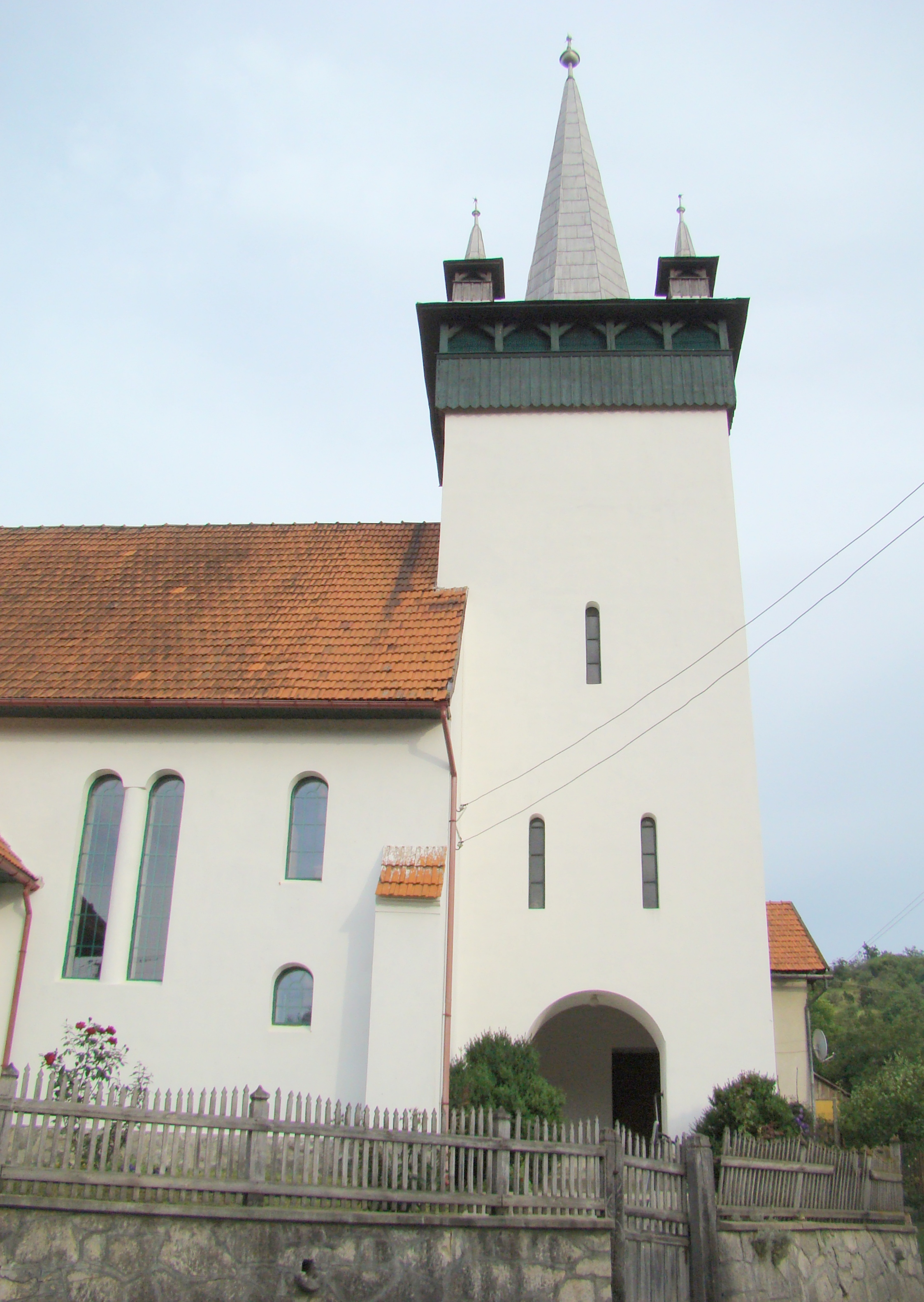
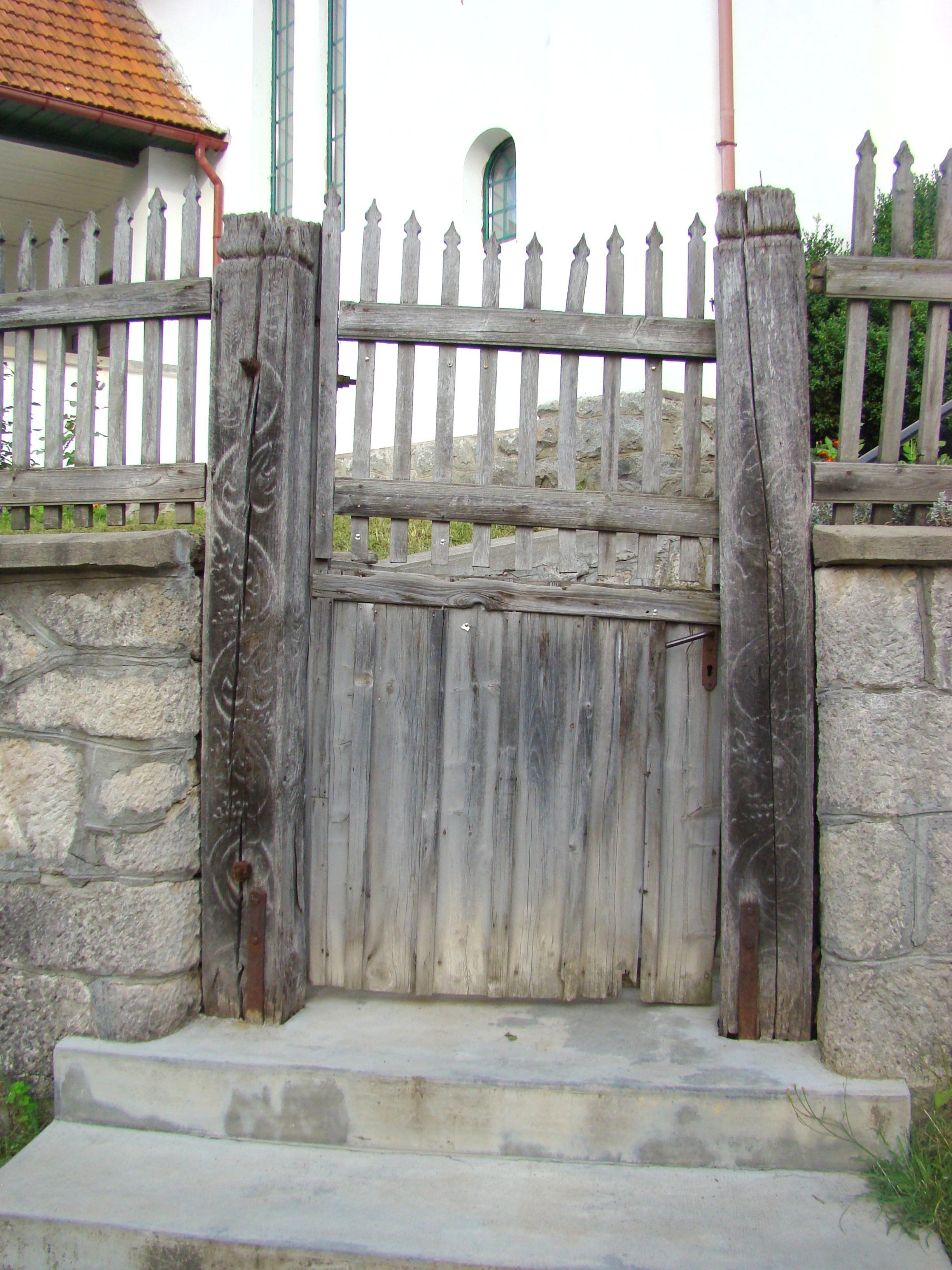
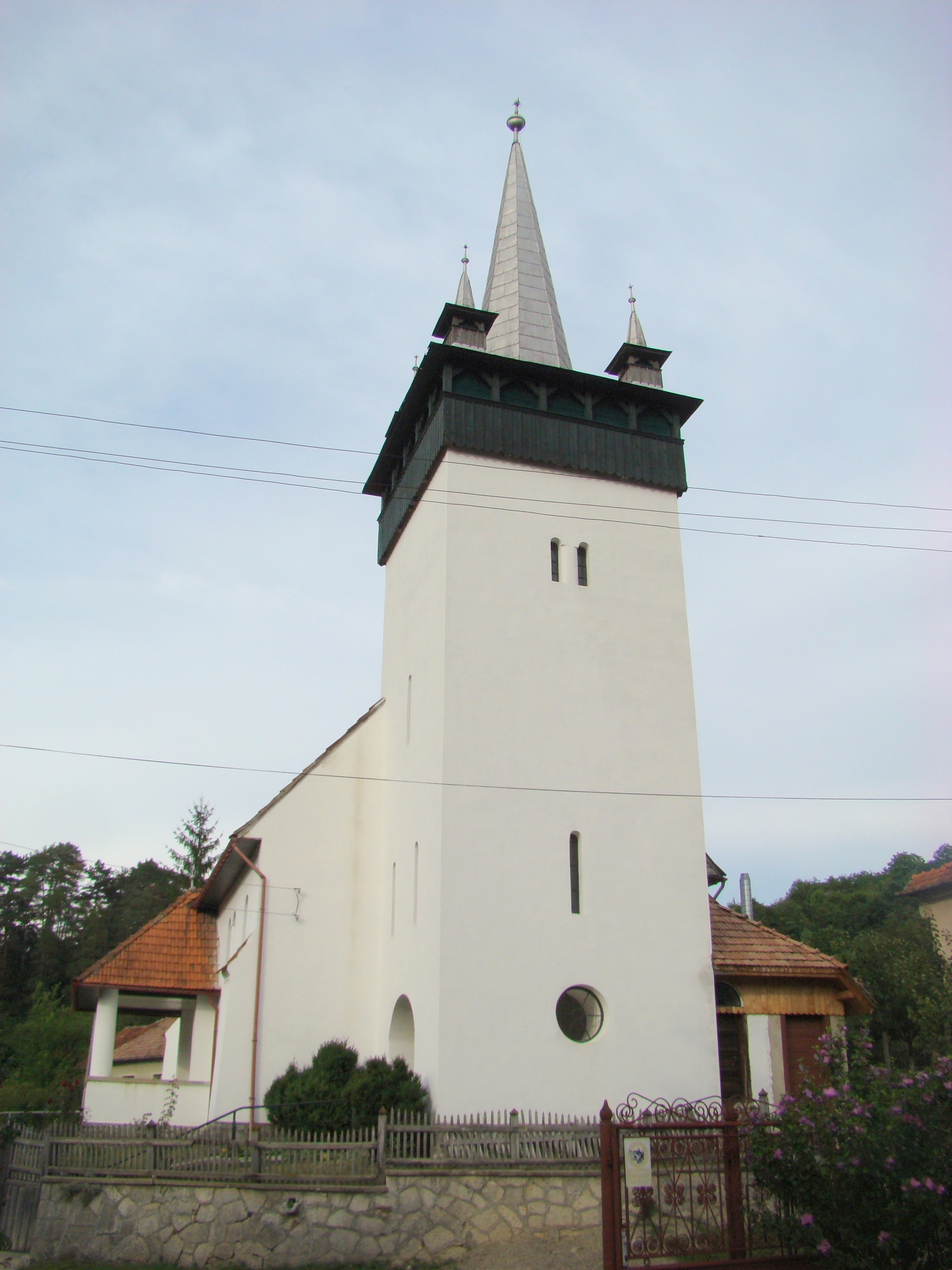
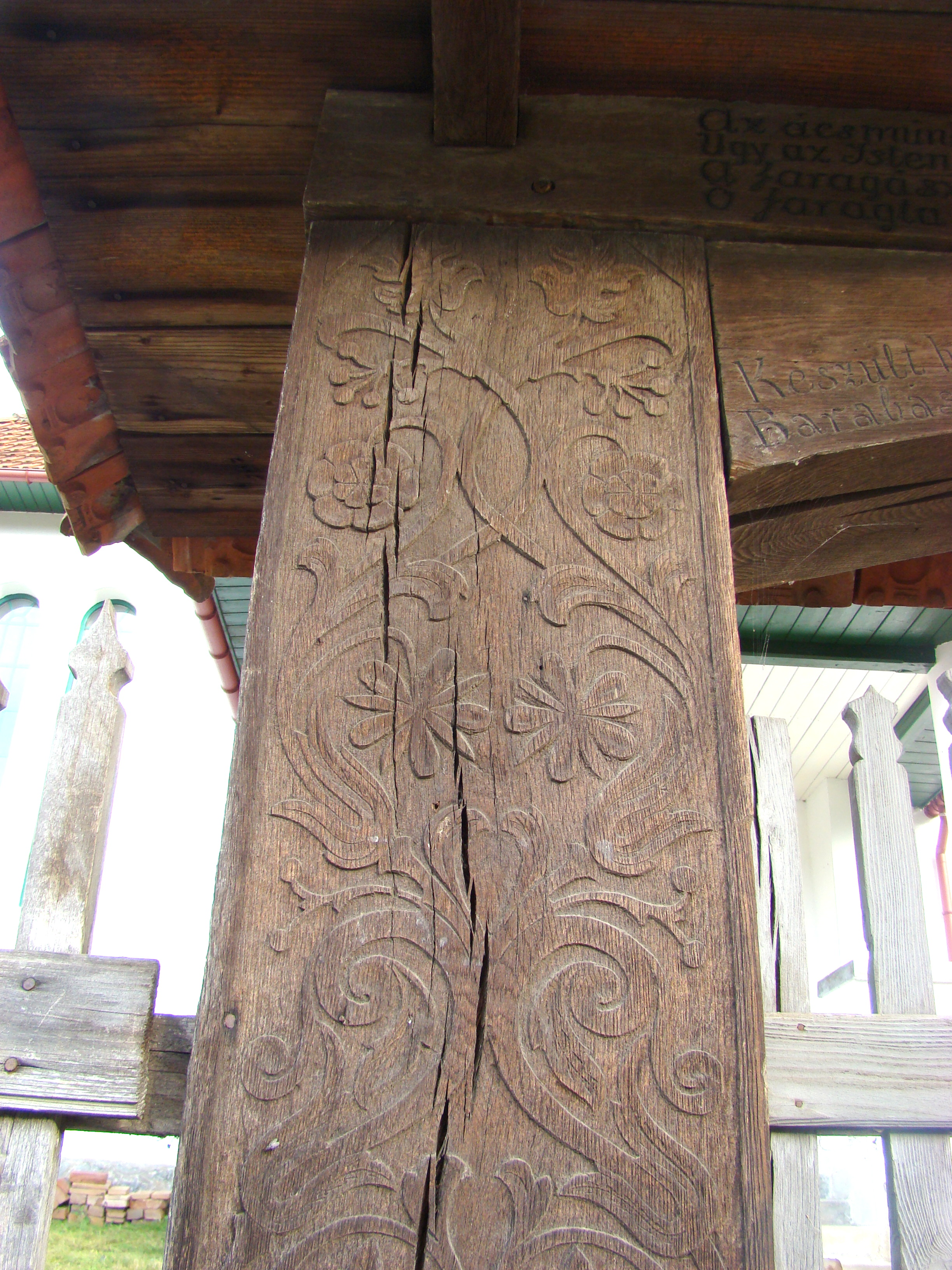
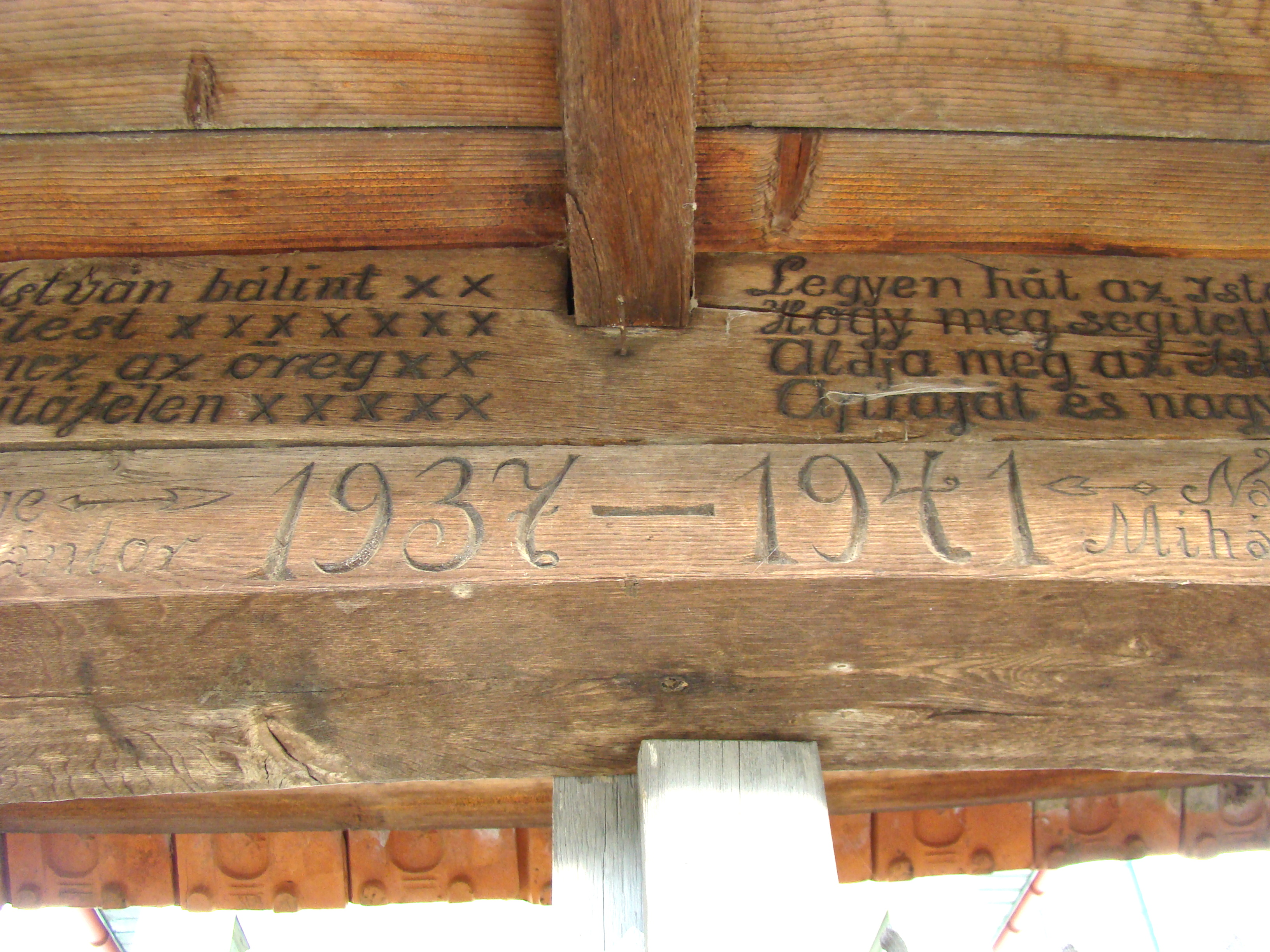
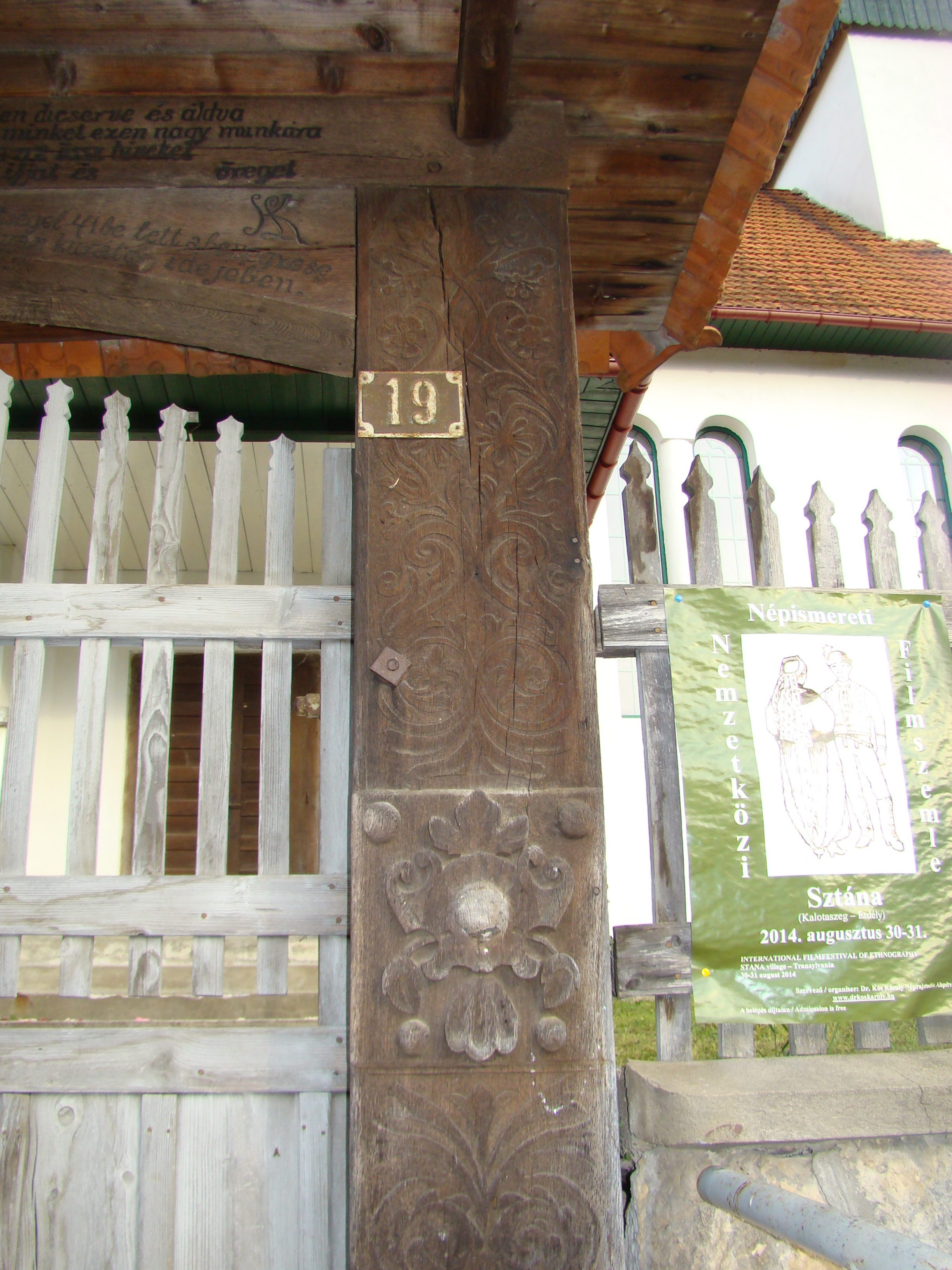
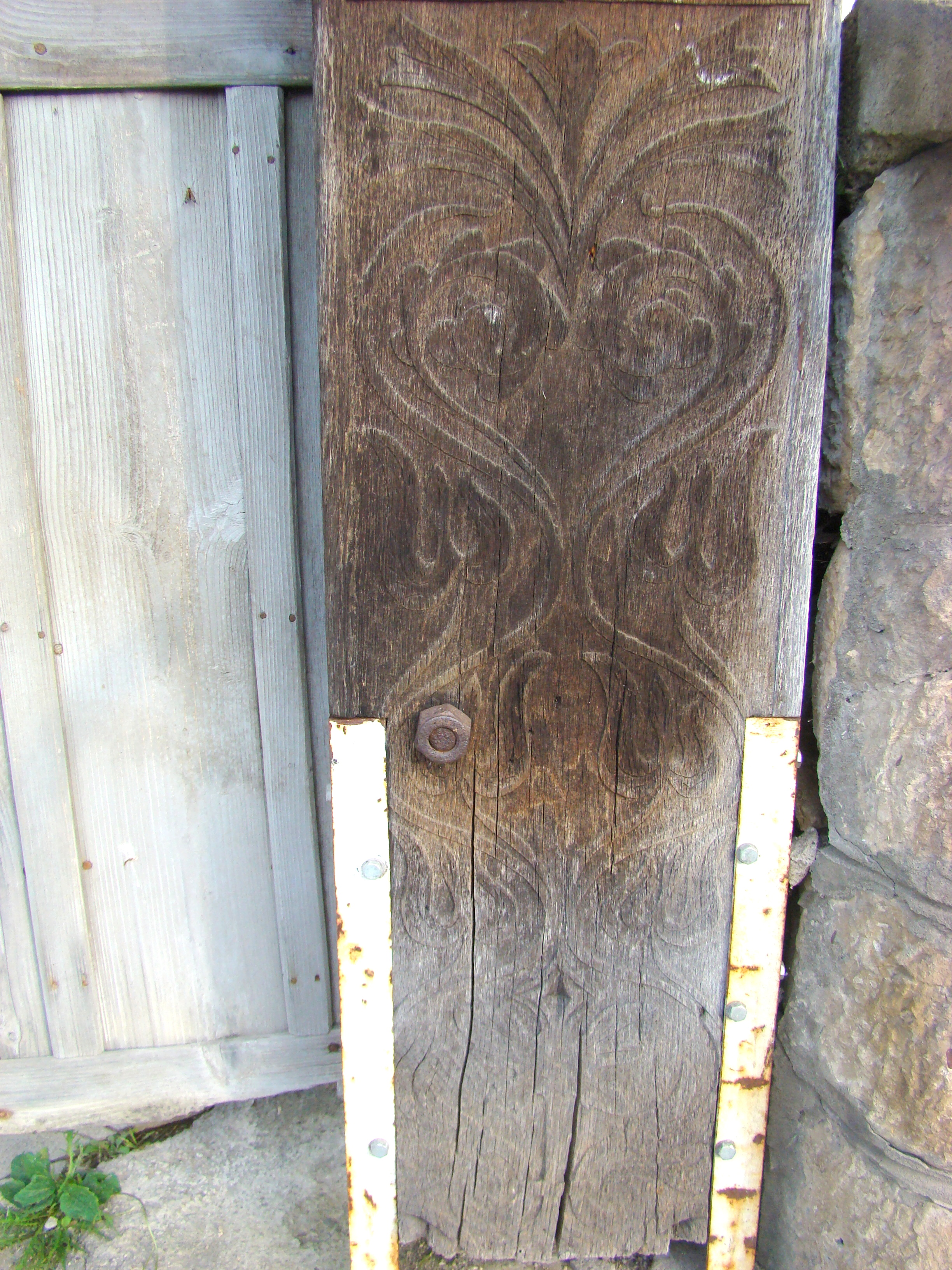
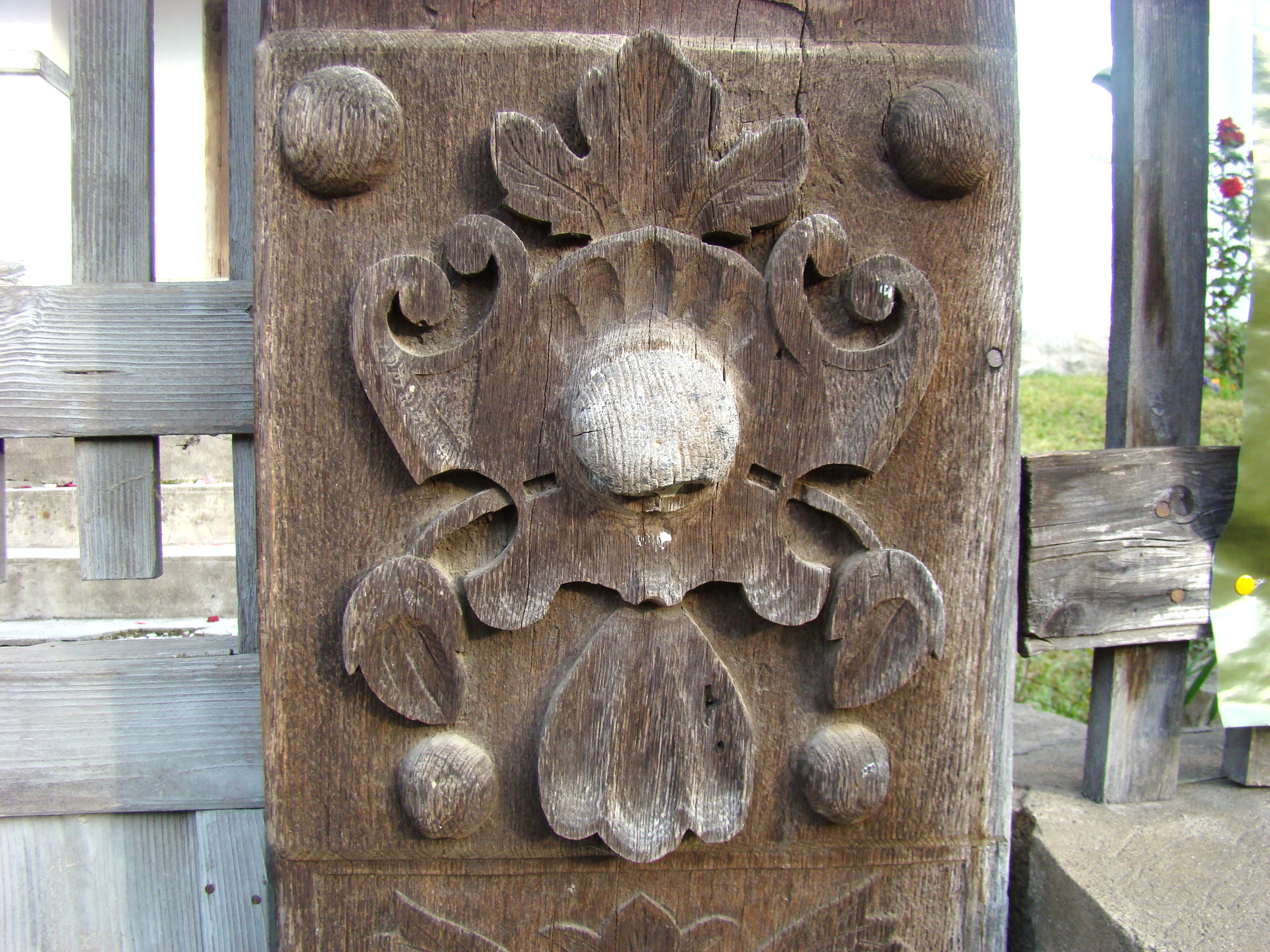
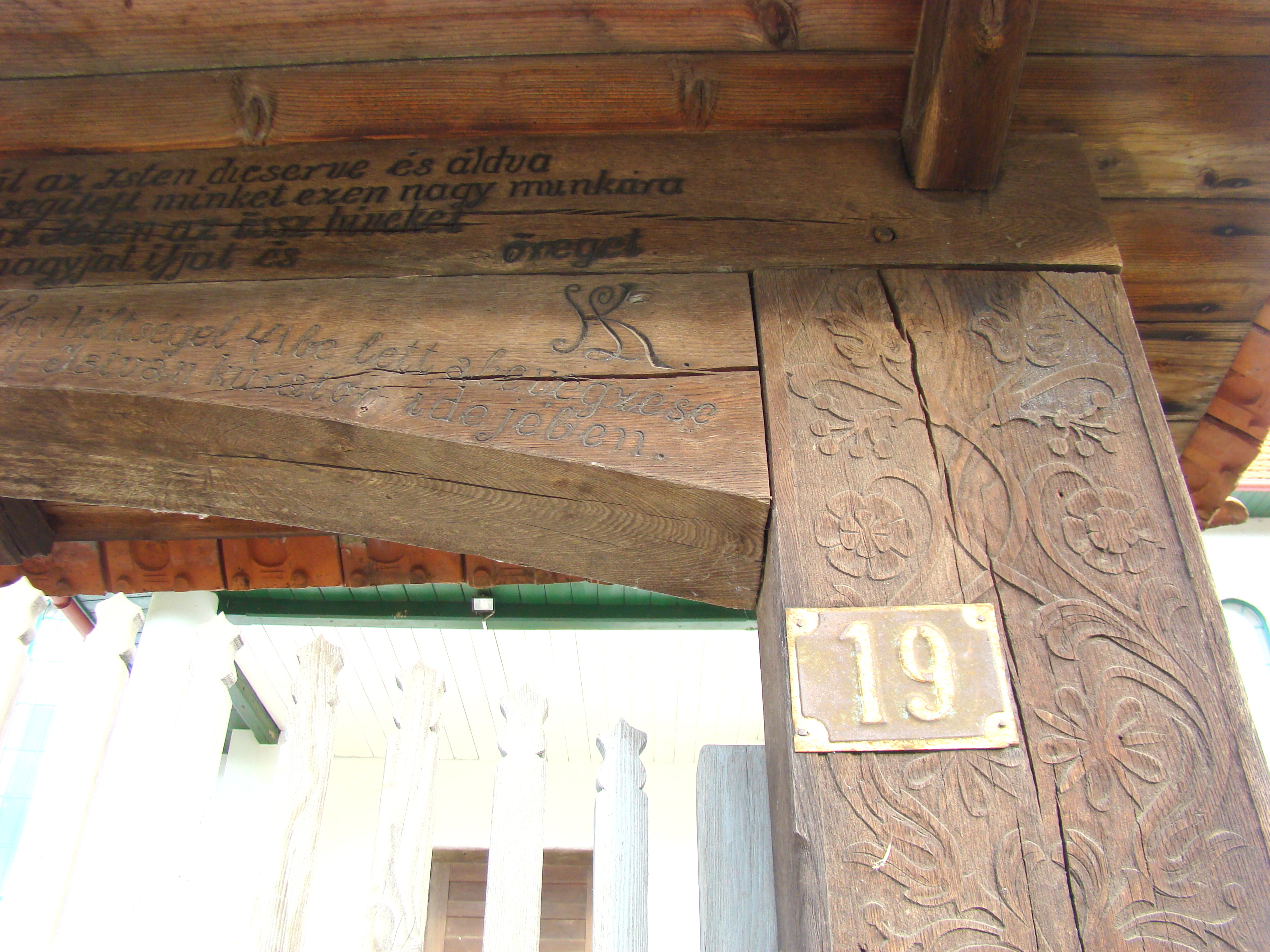
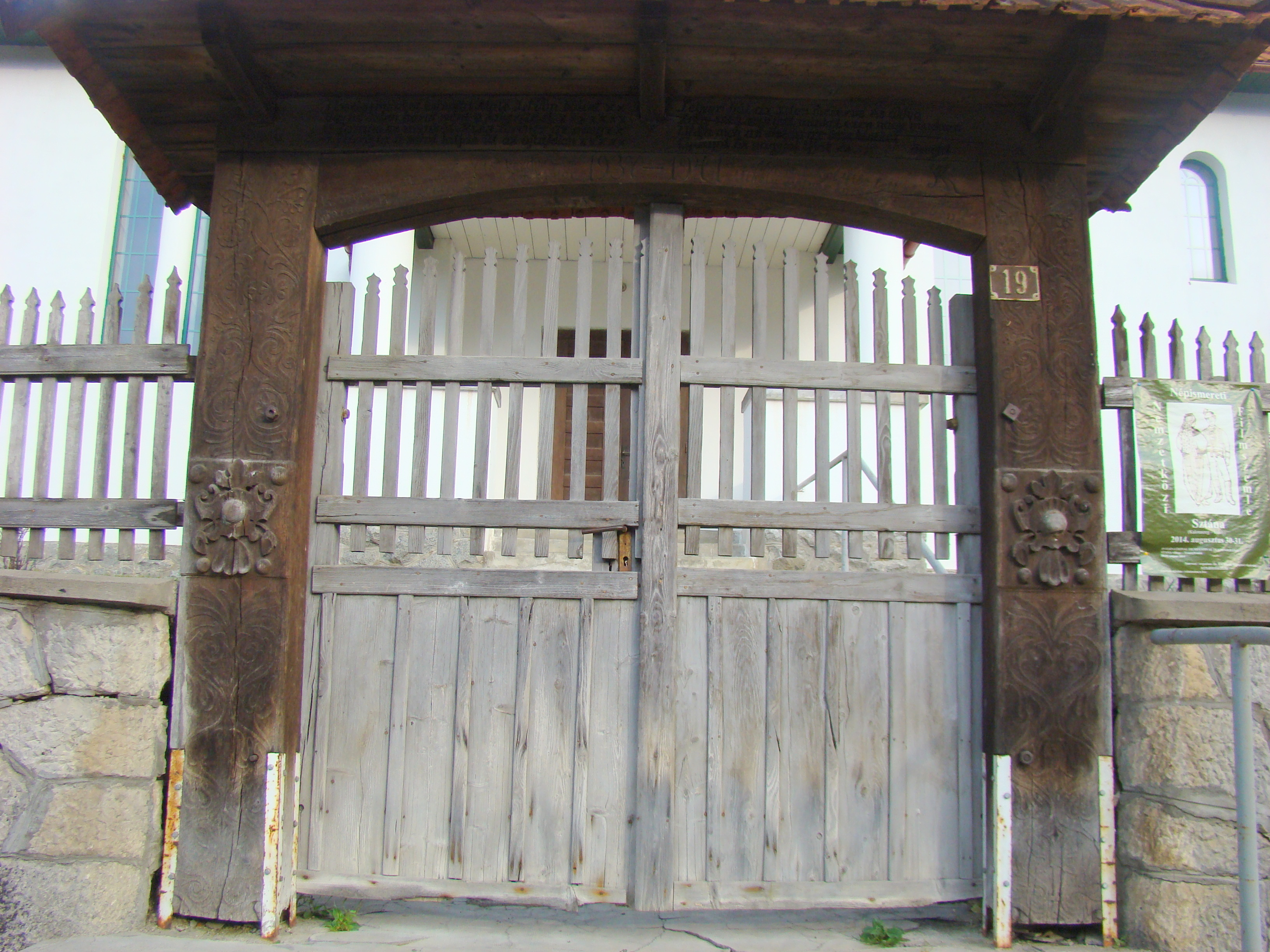
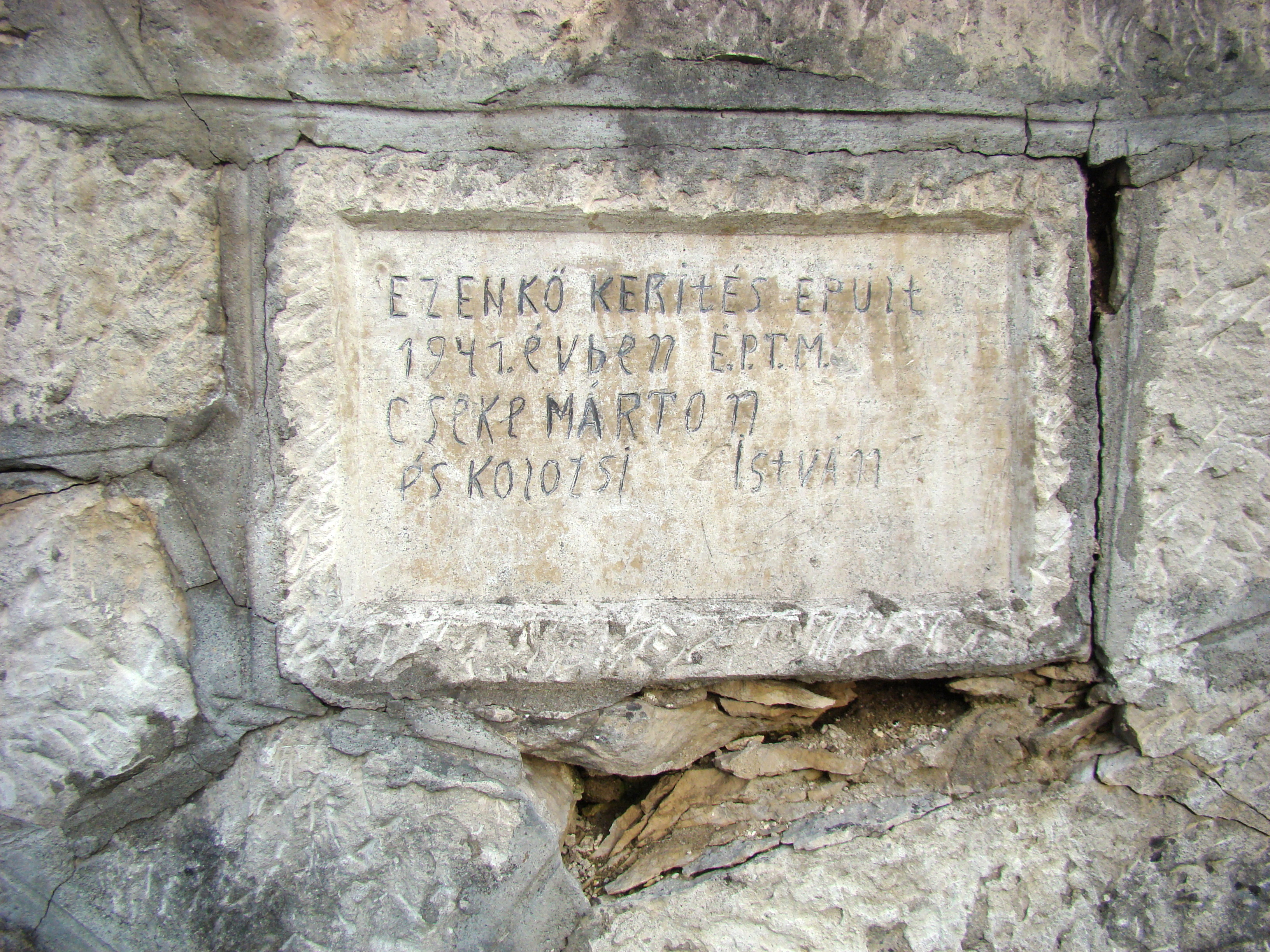
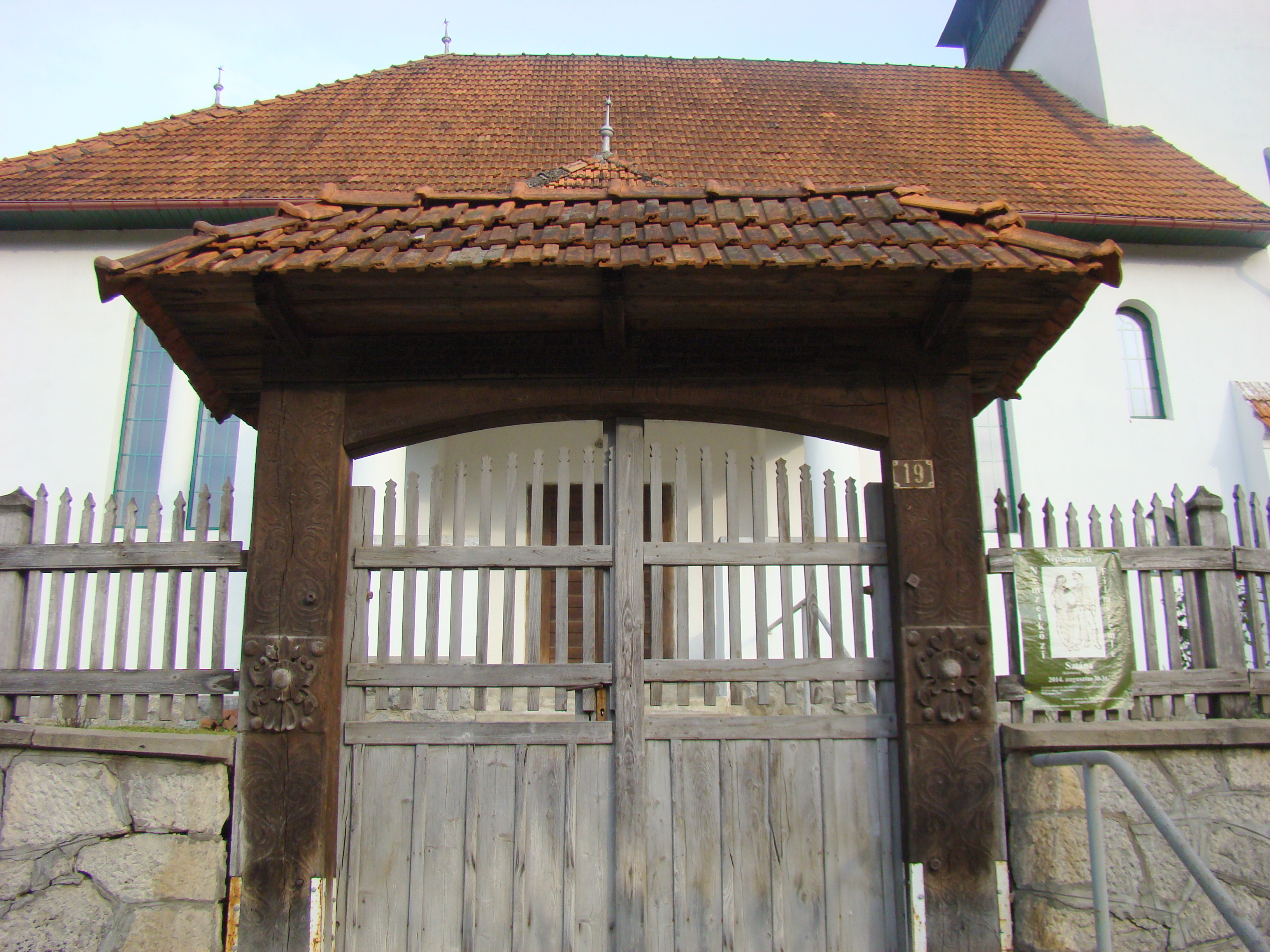
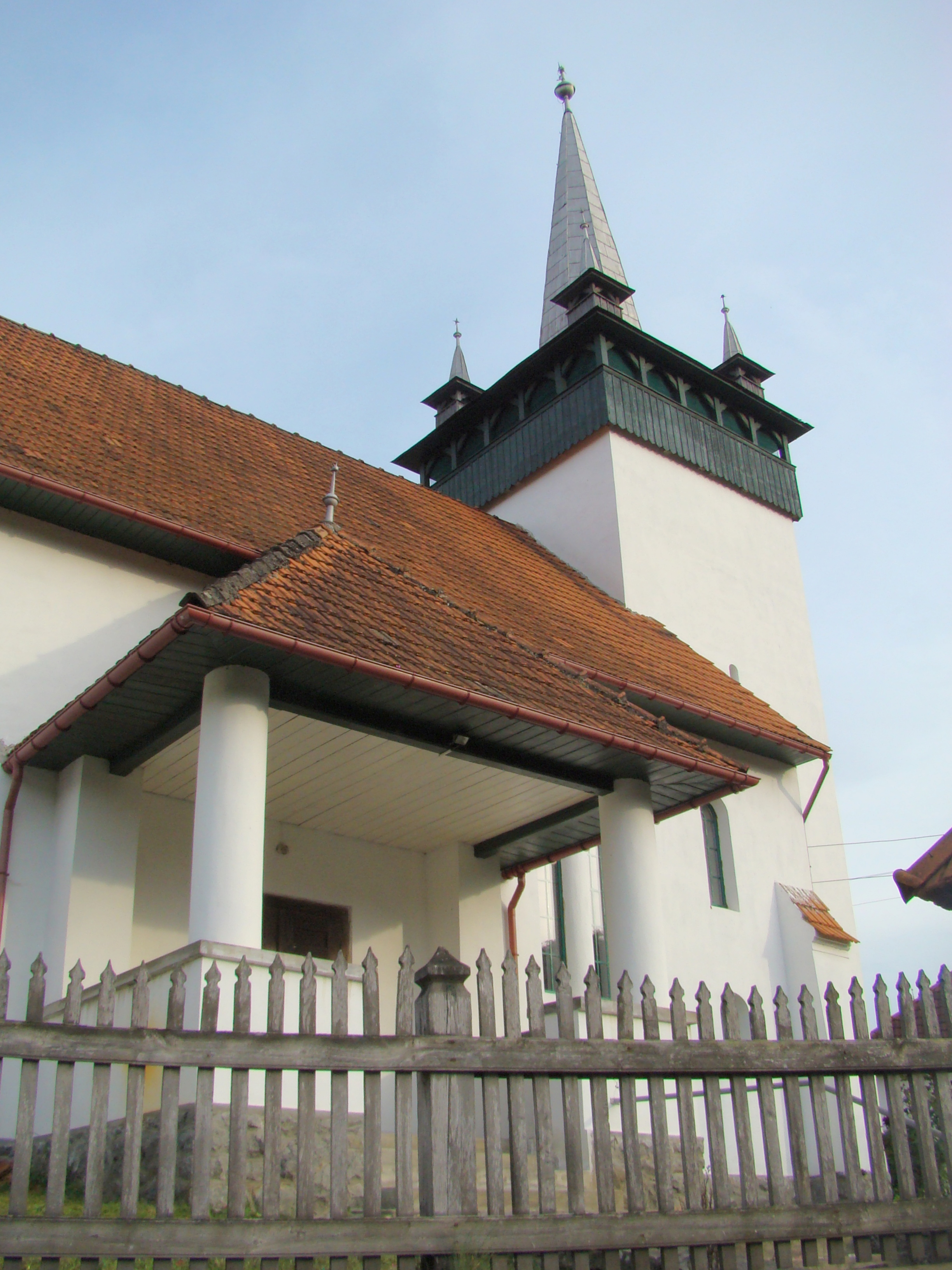
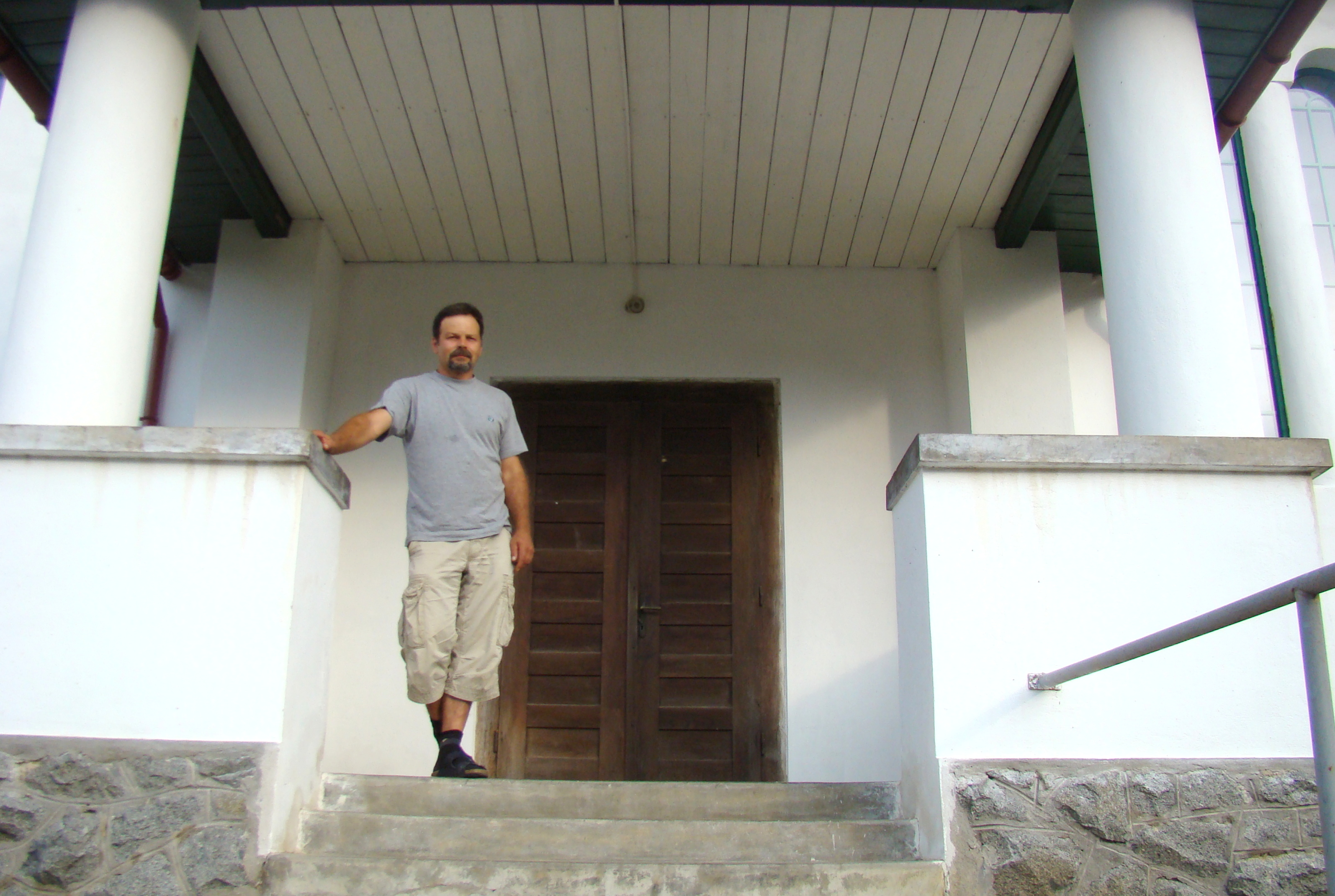
Pastorul reformat din satul Tetișu
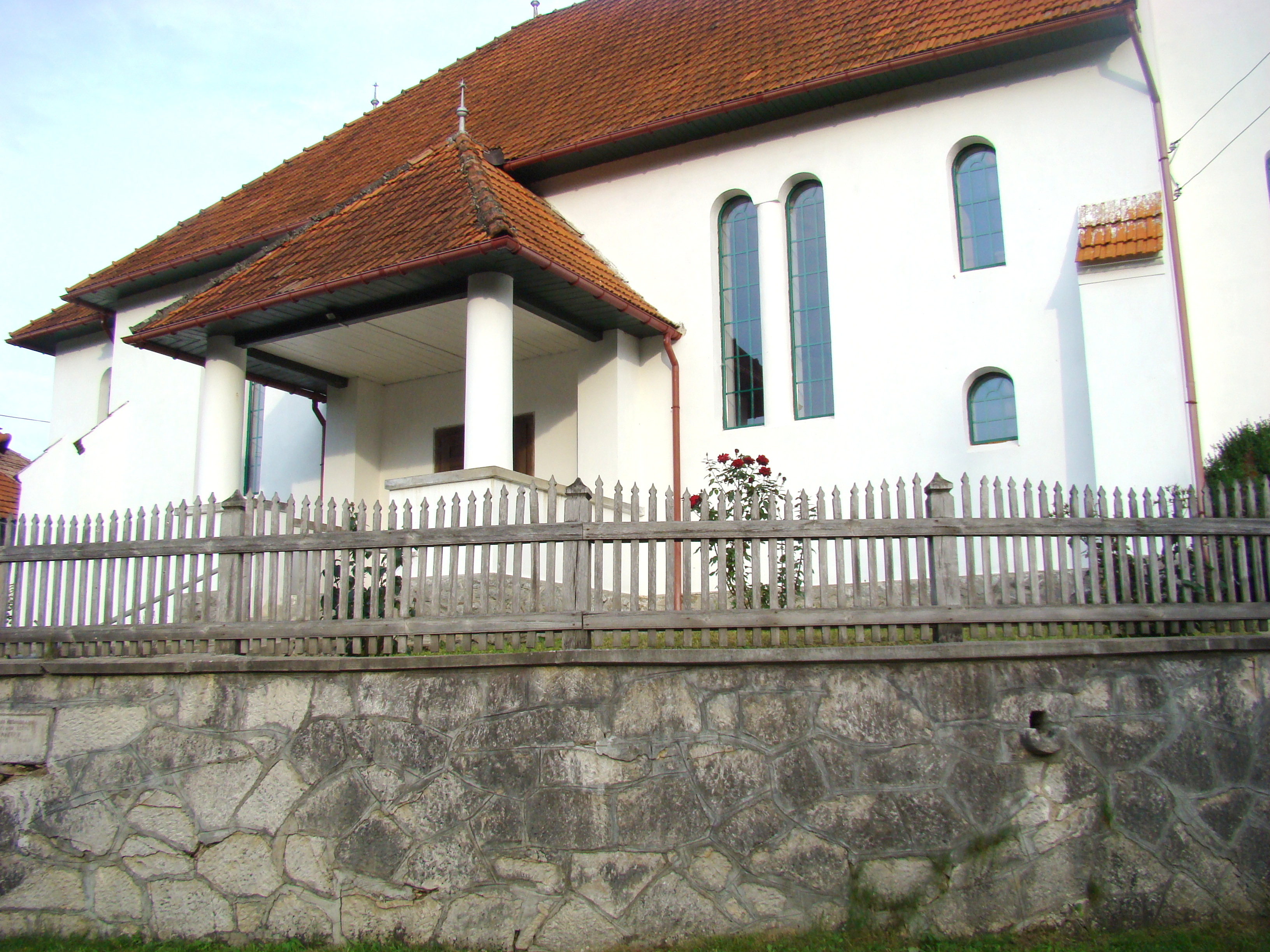

## Imagini din interior

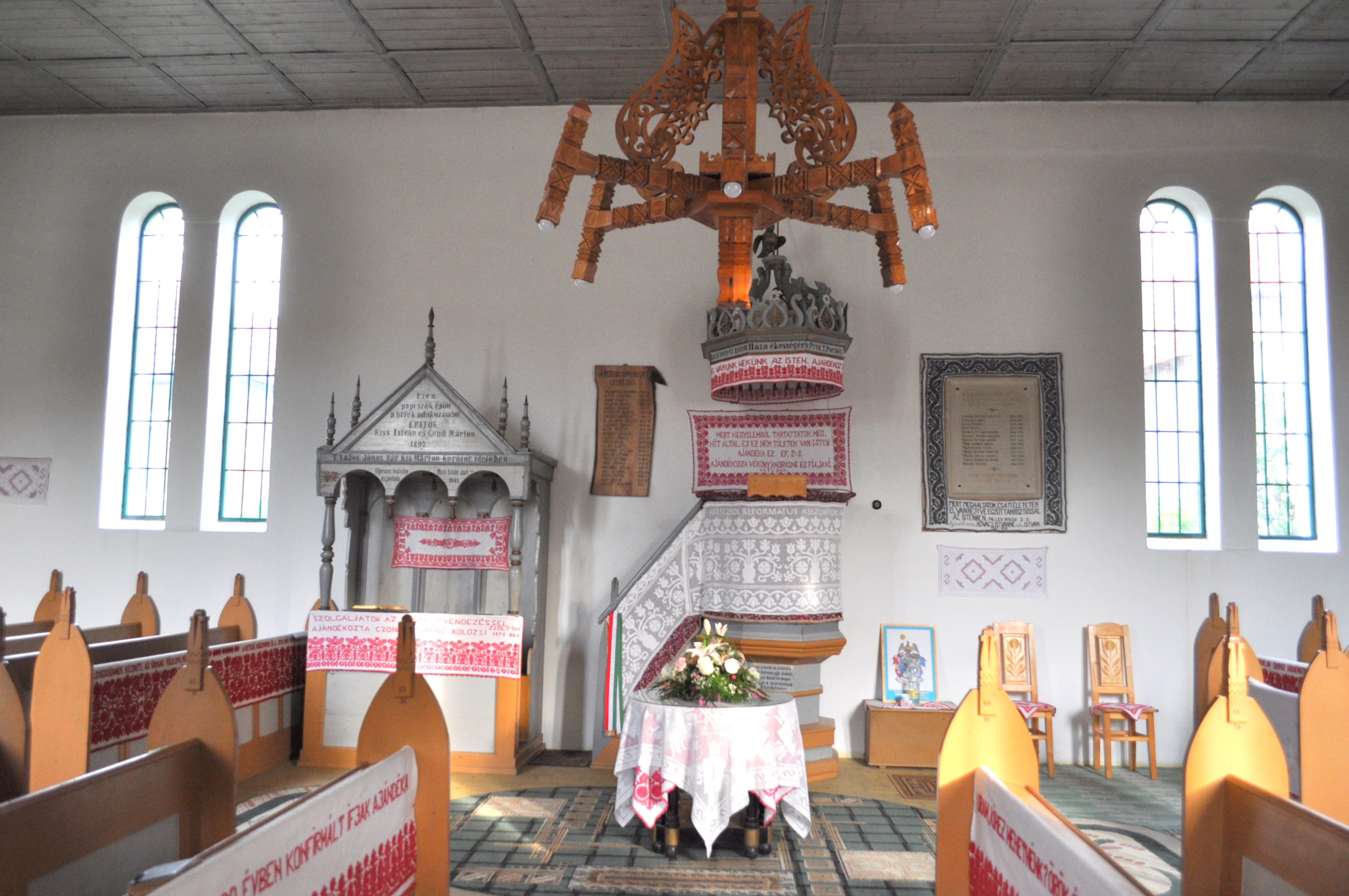
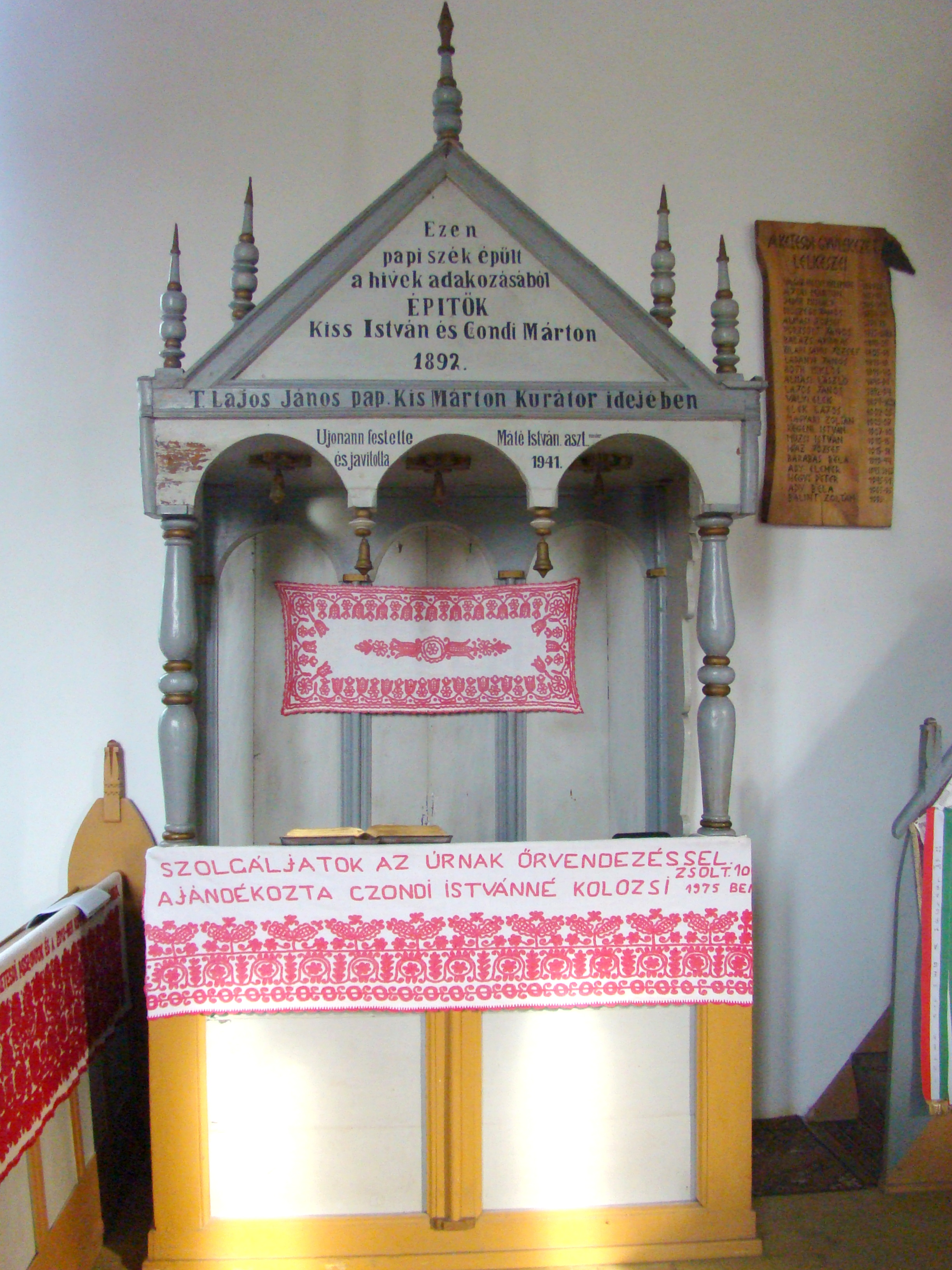
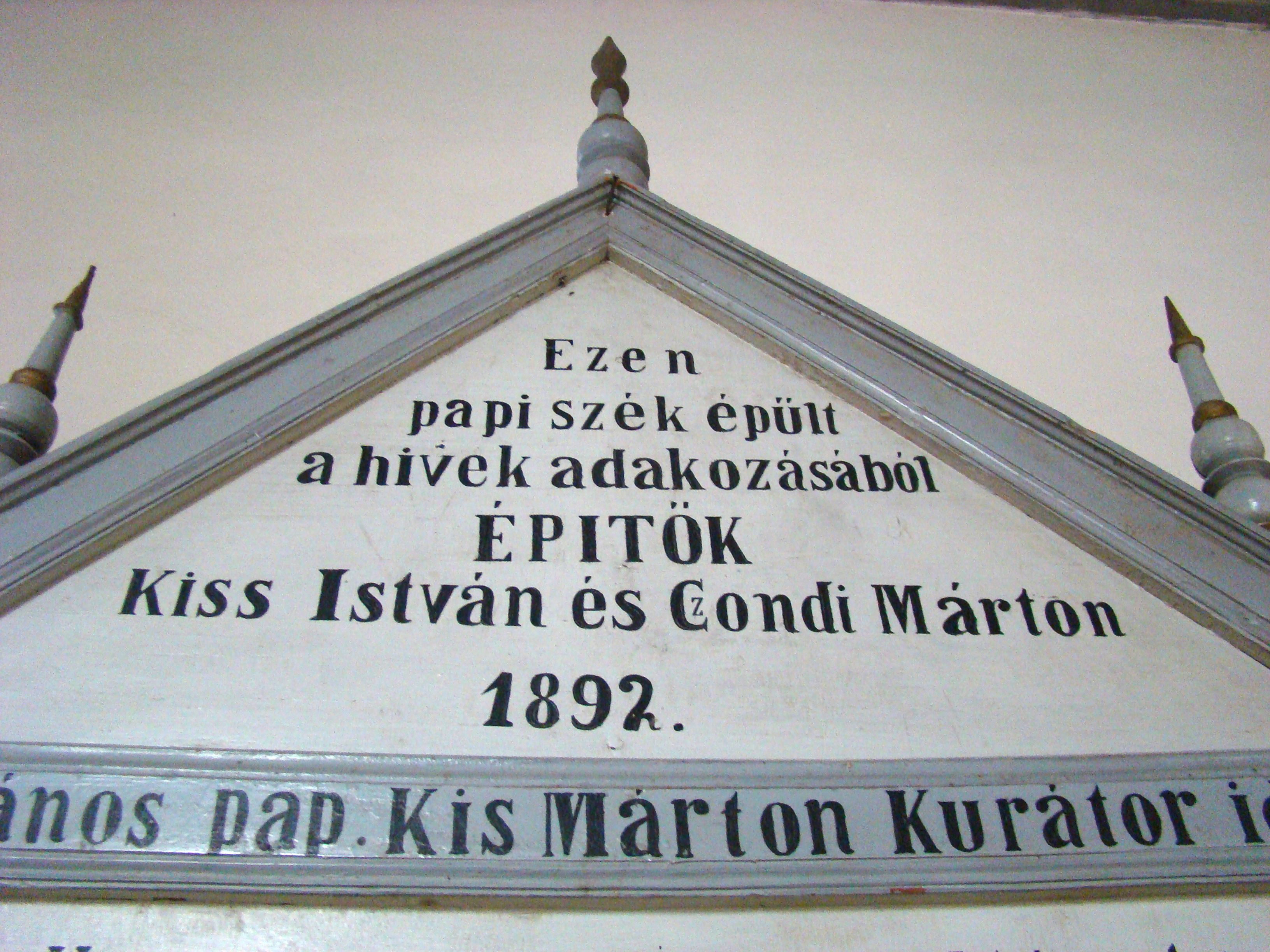
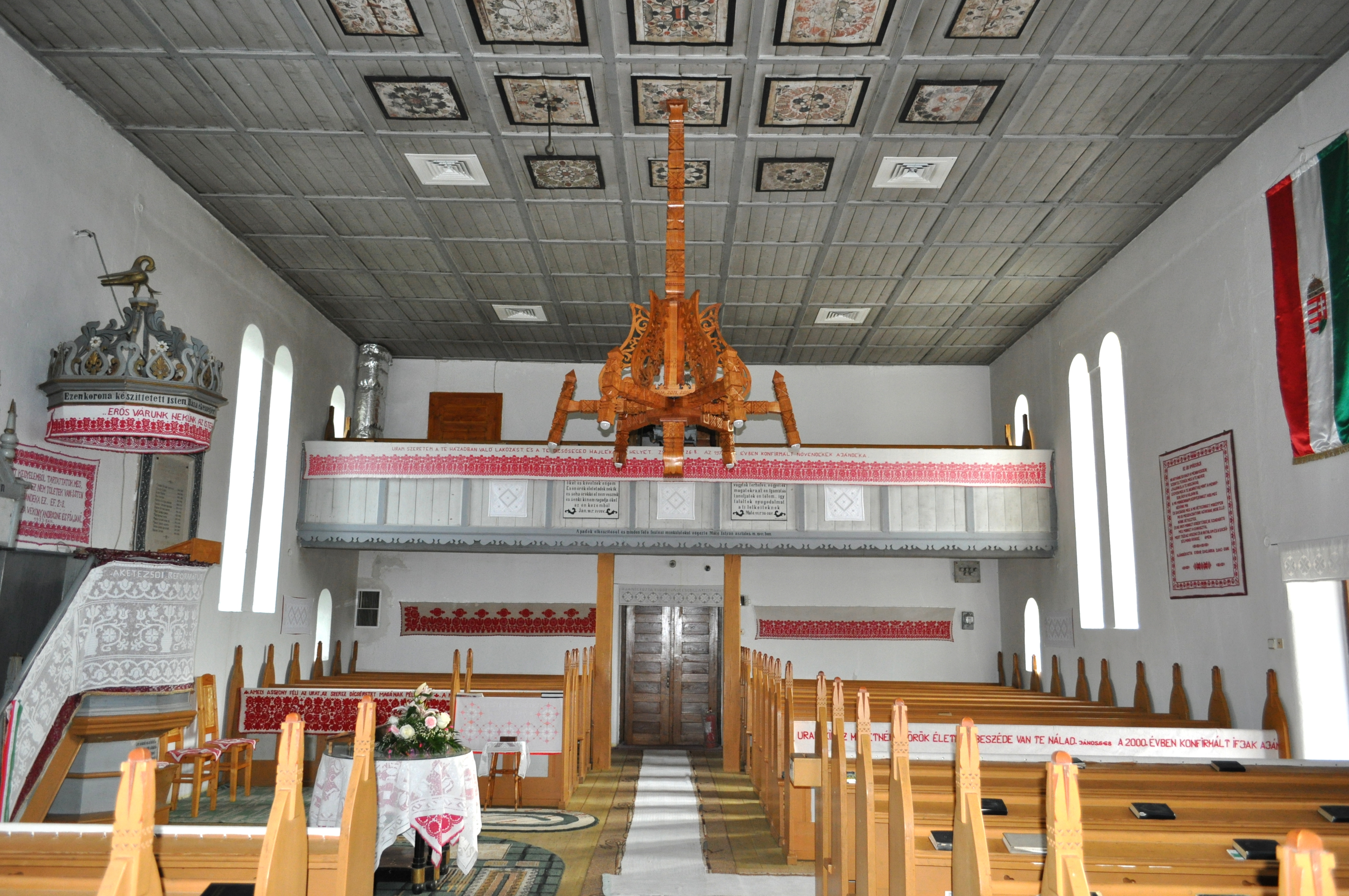
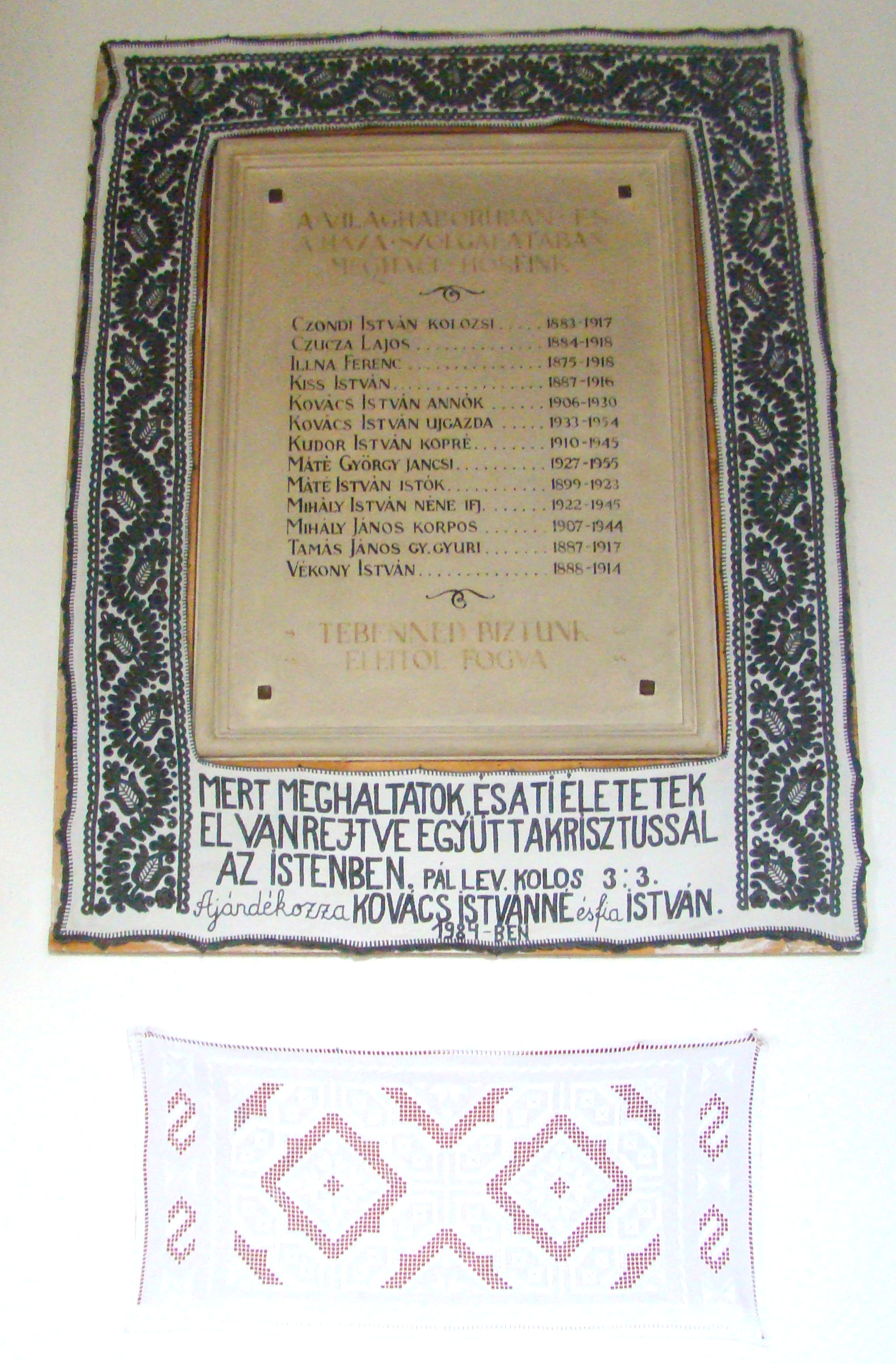
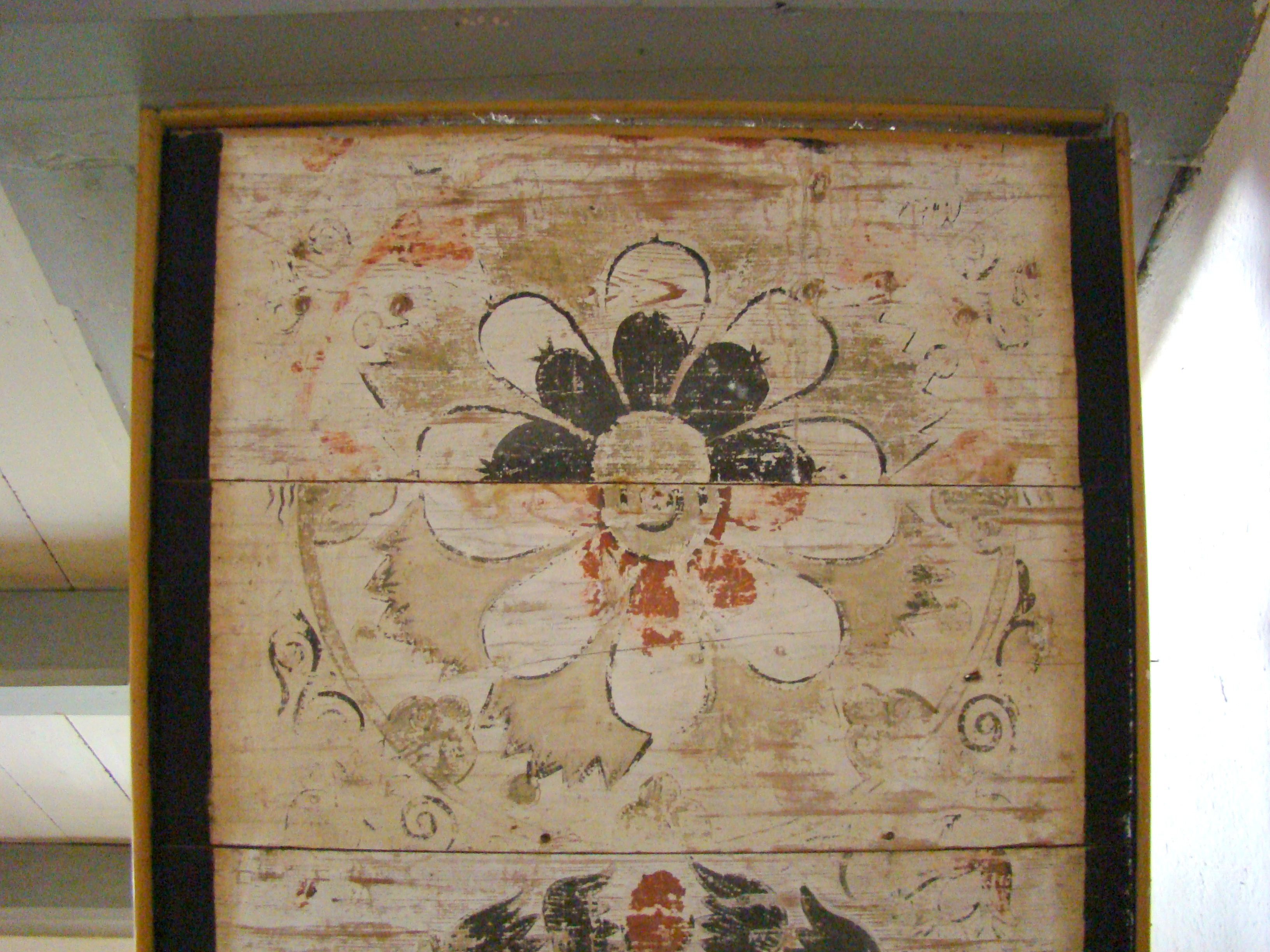
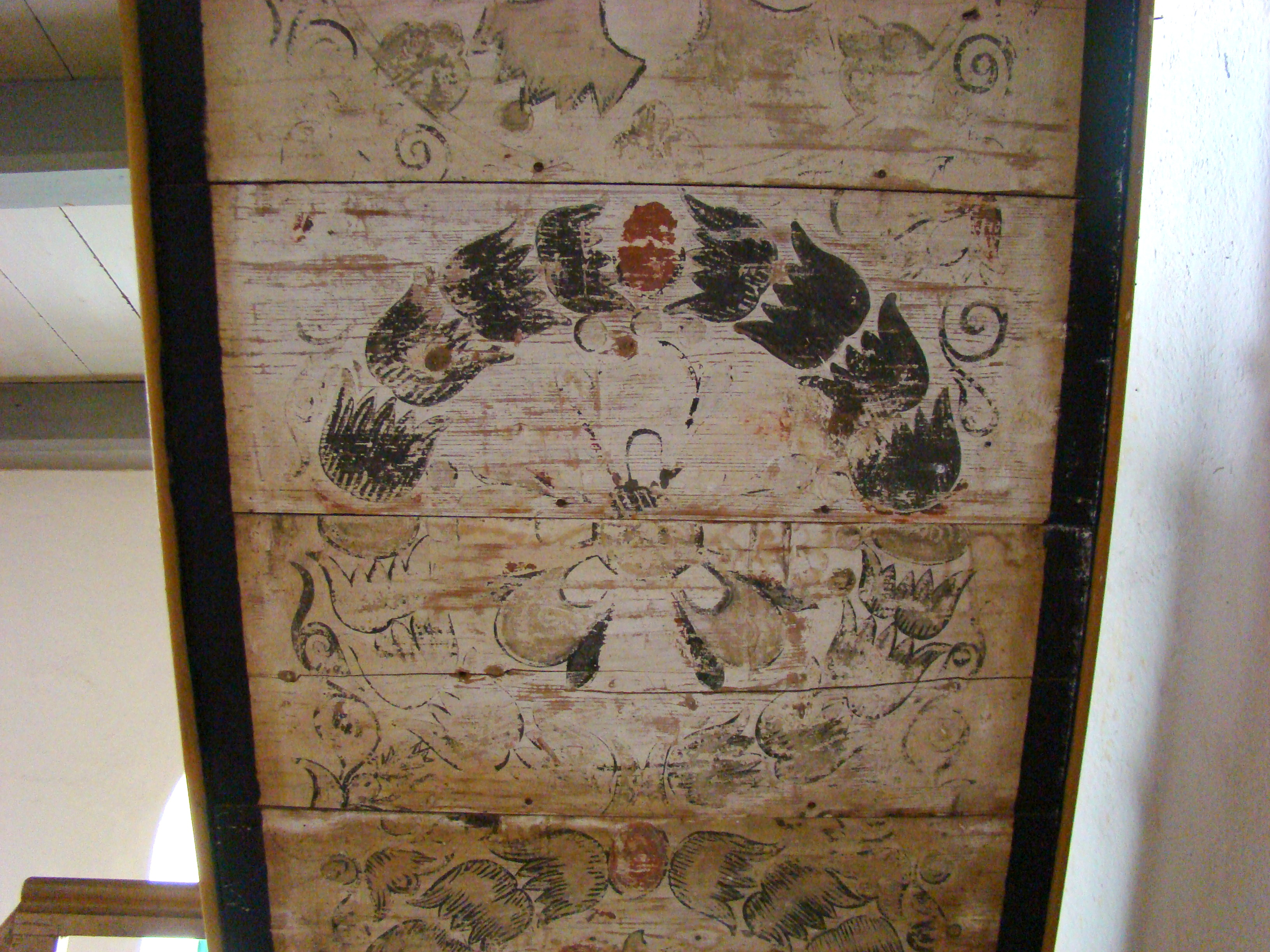
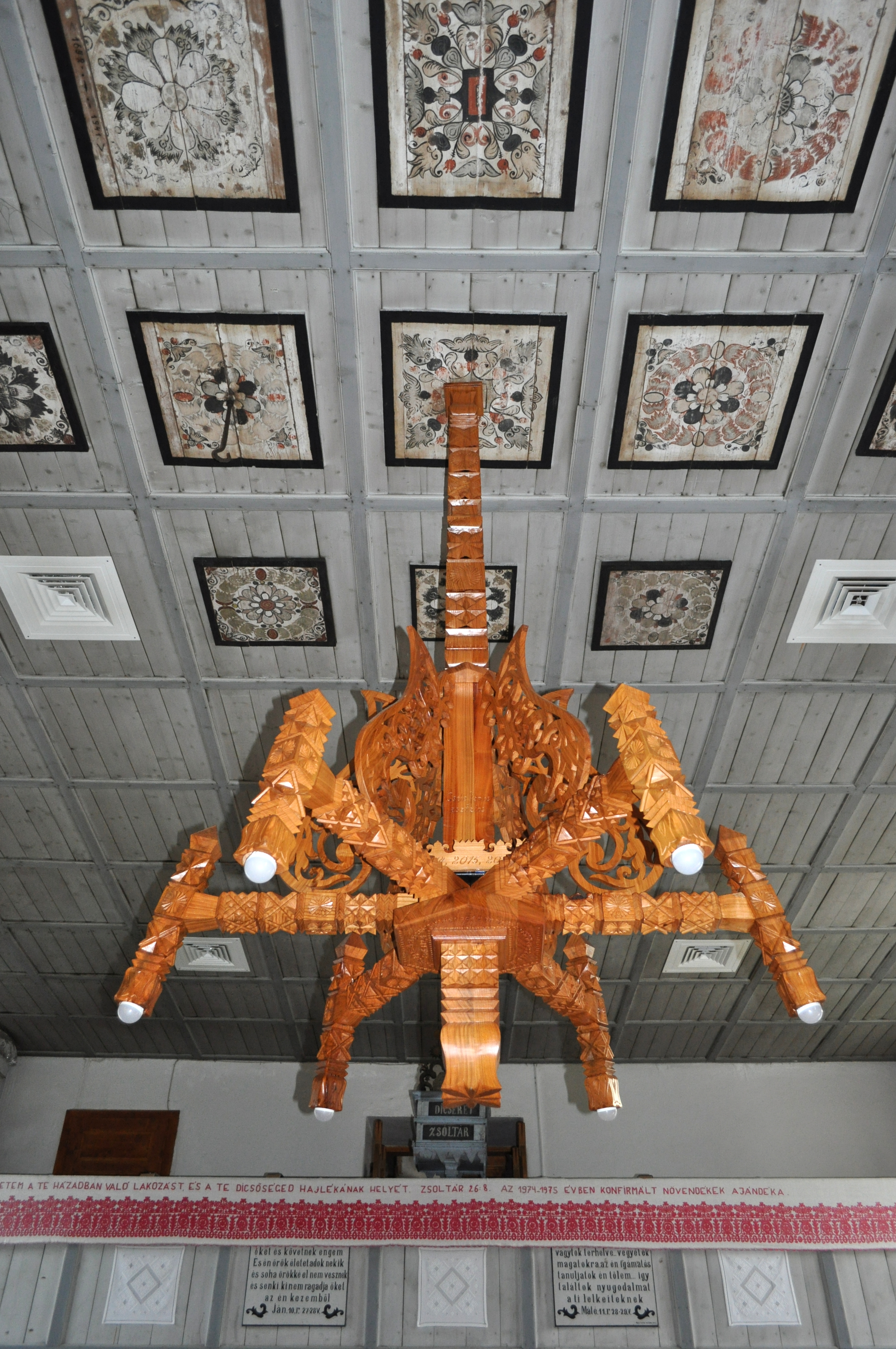
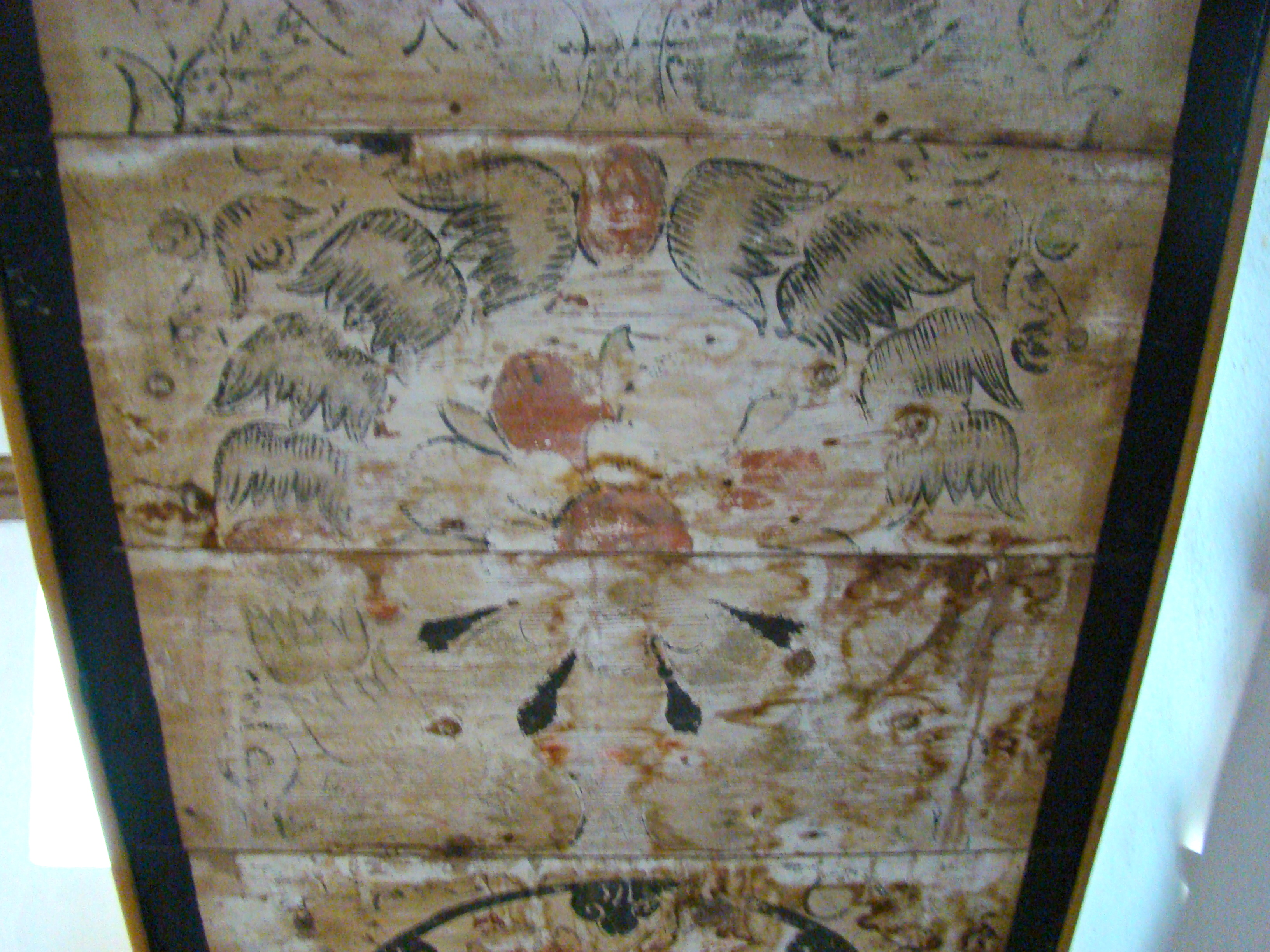
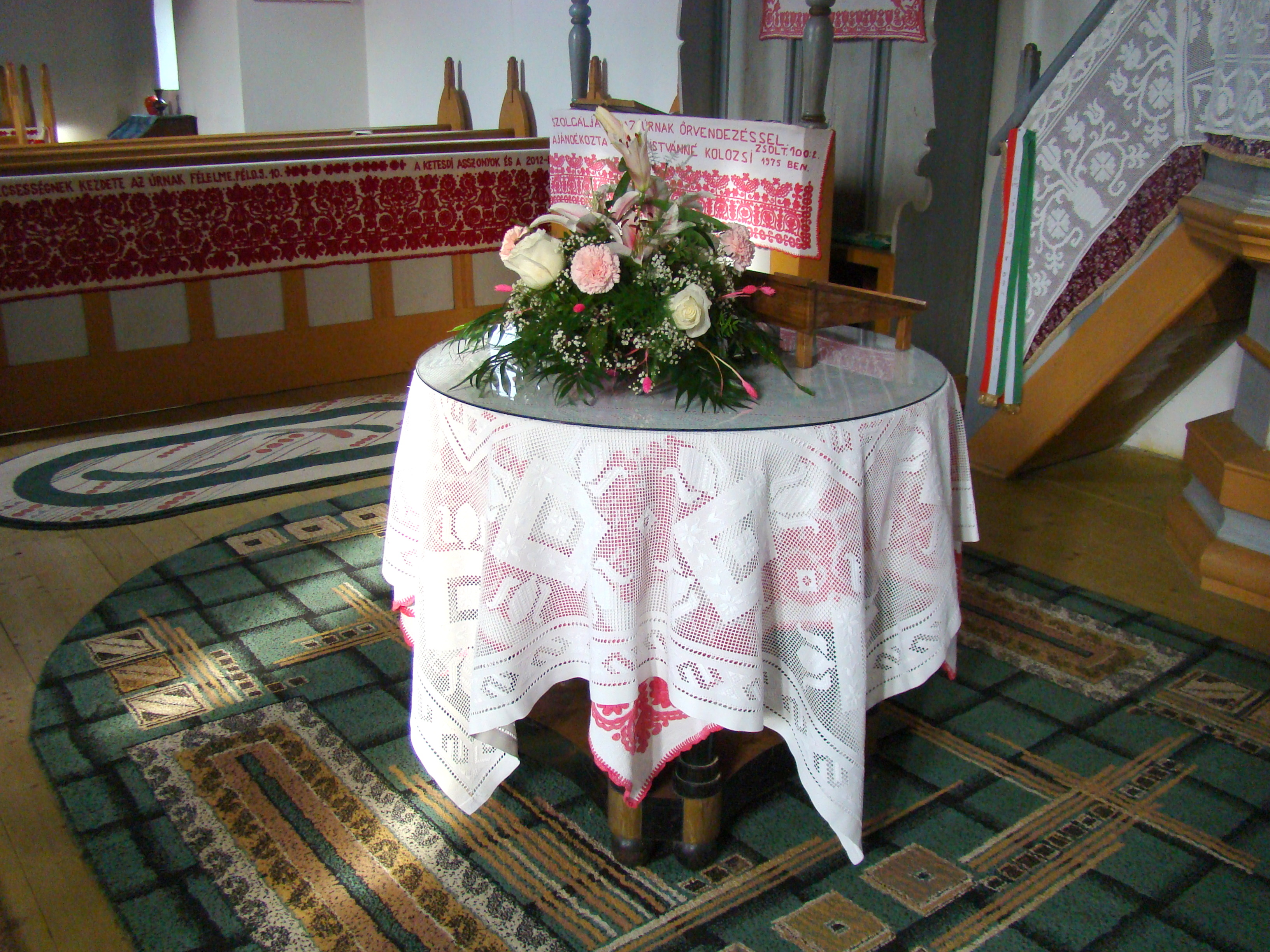
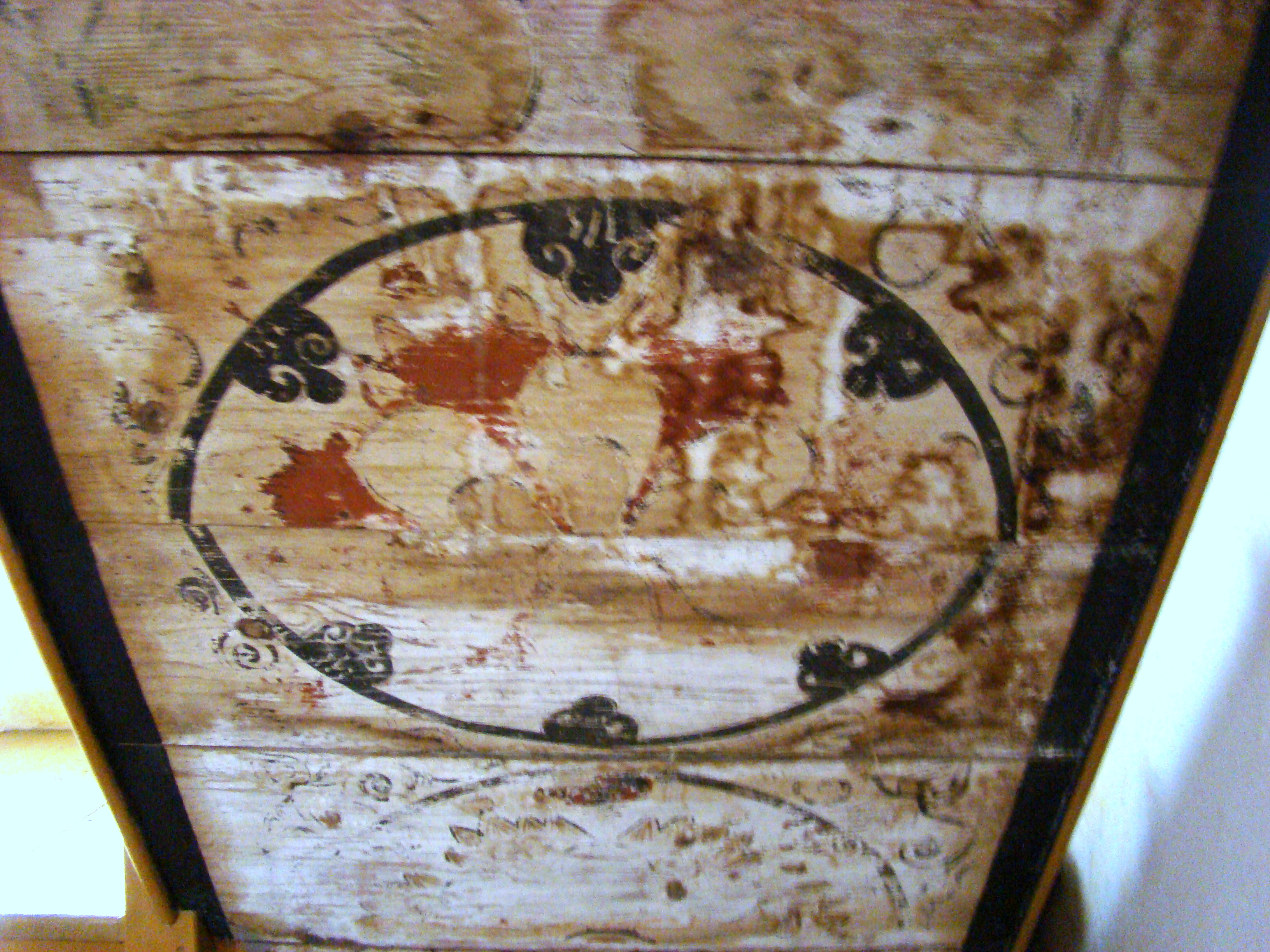
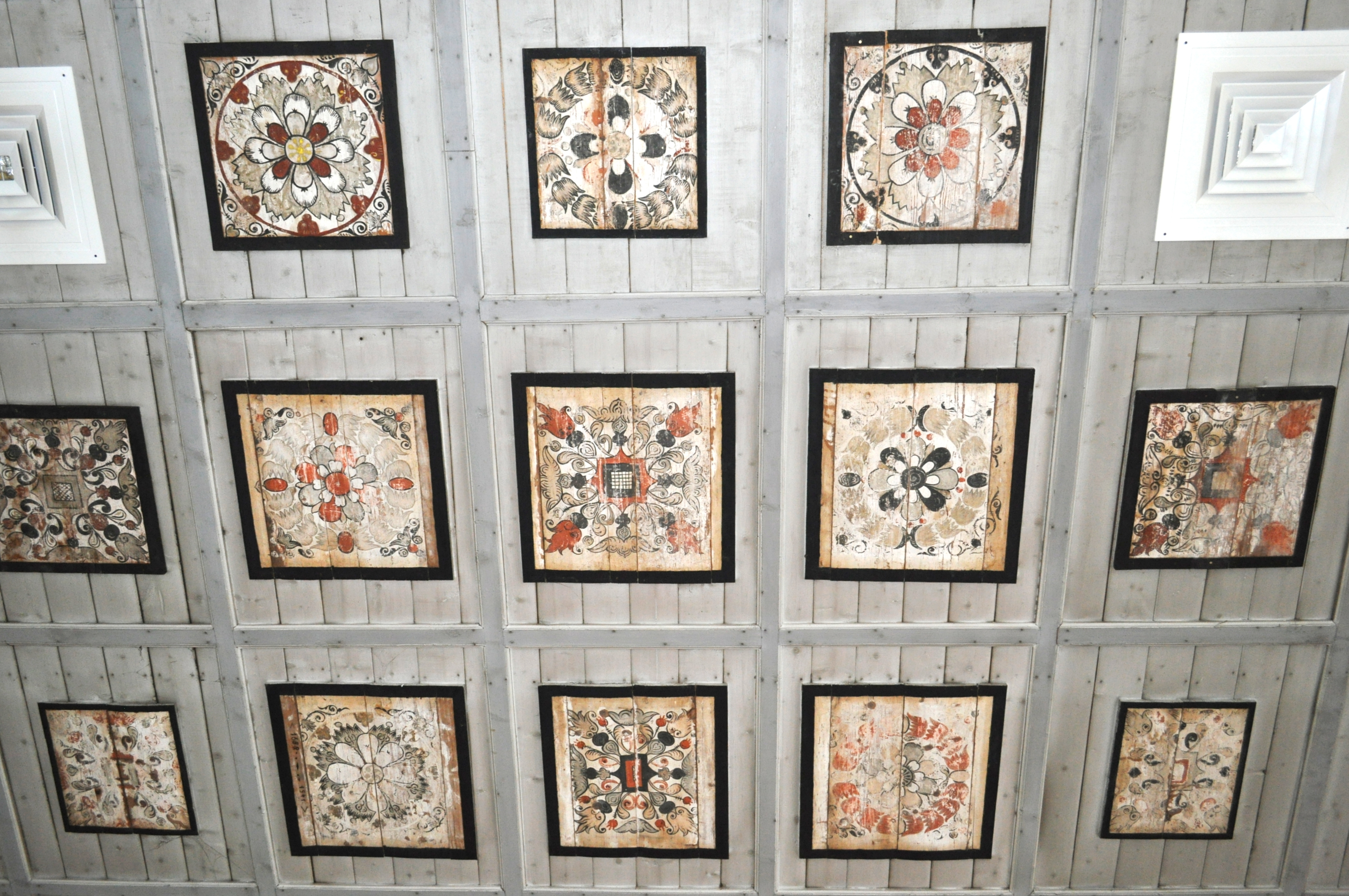
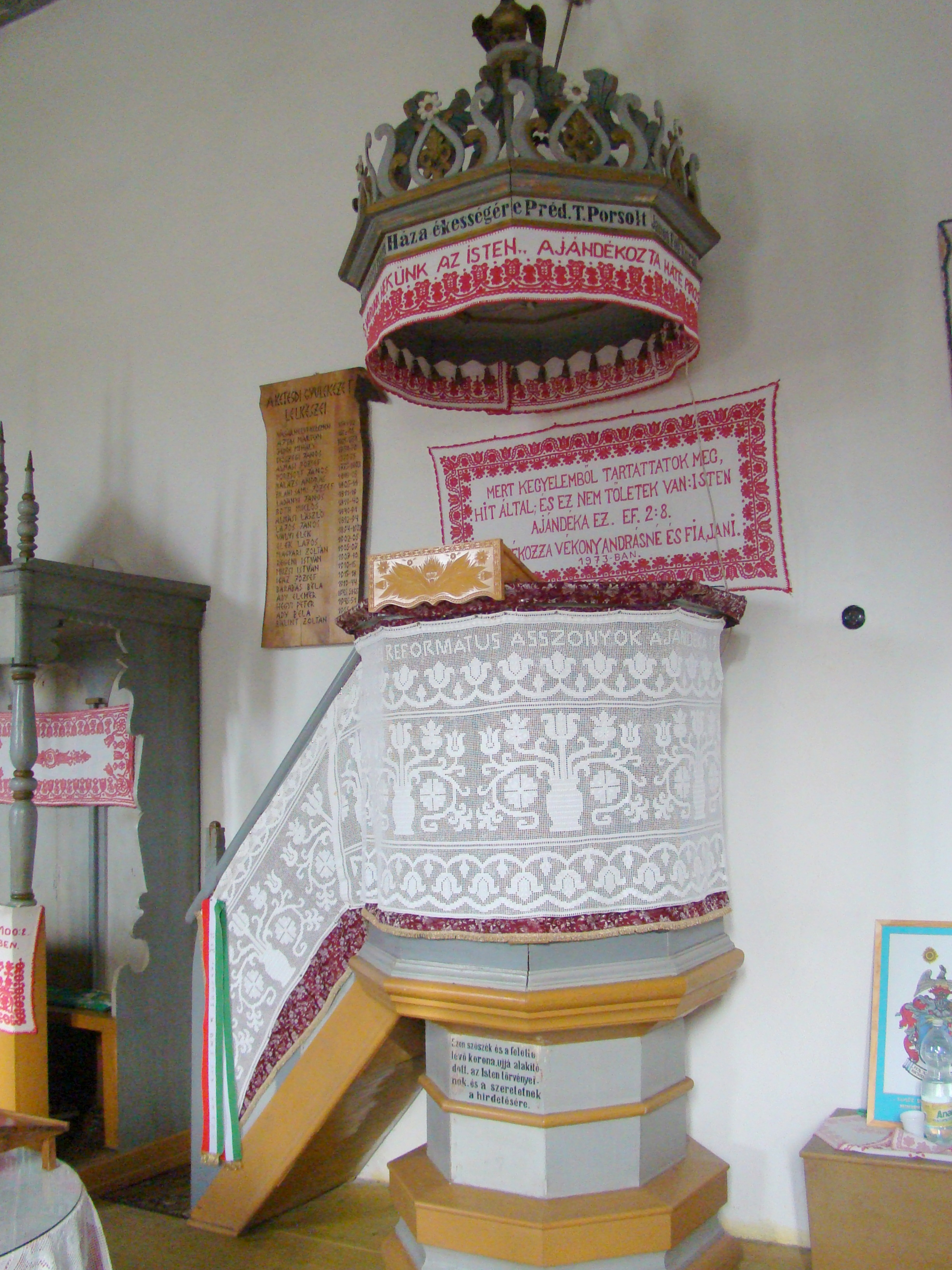
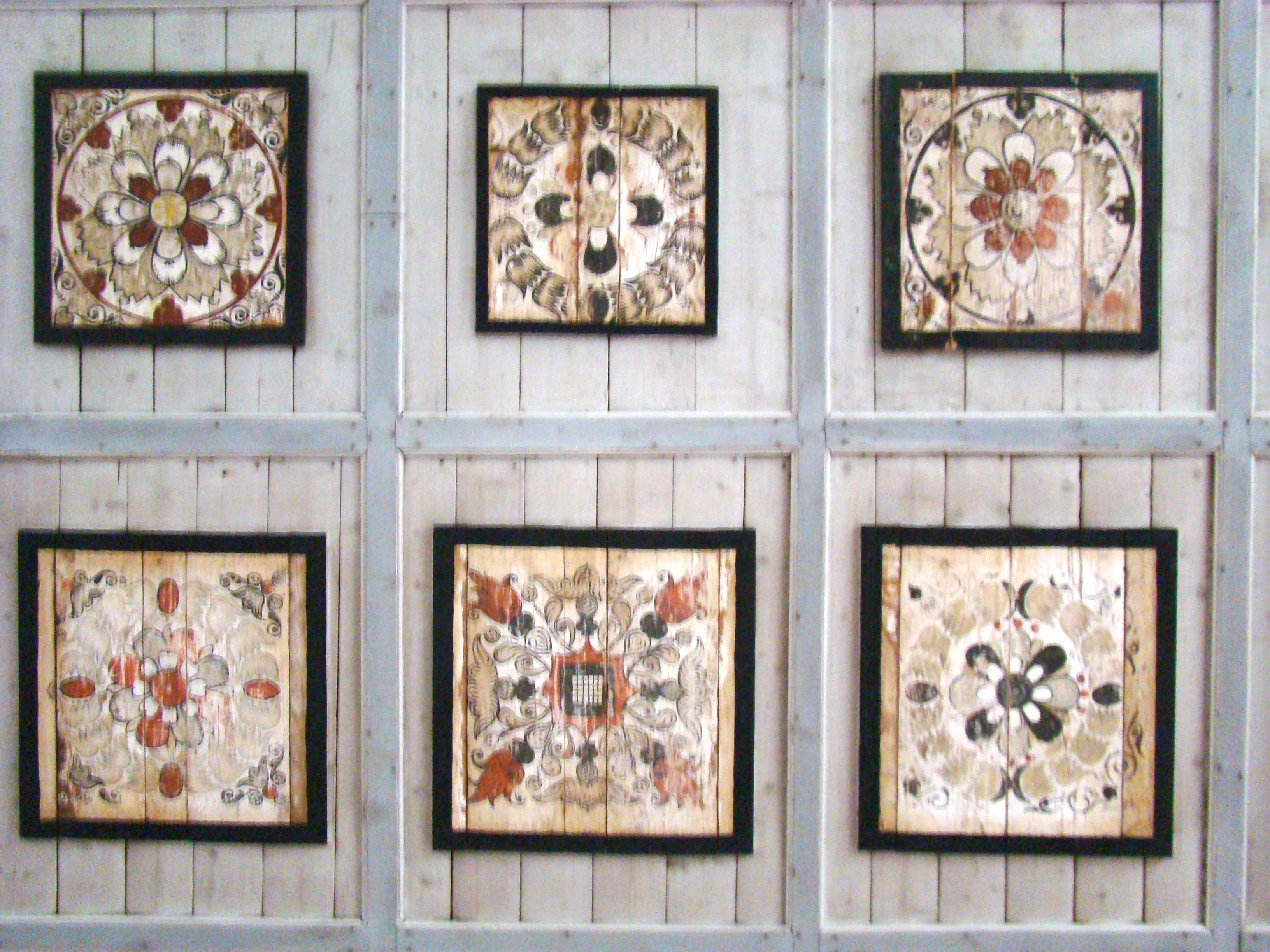
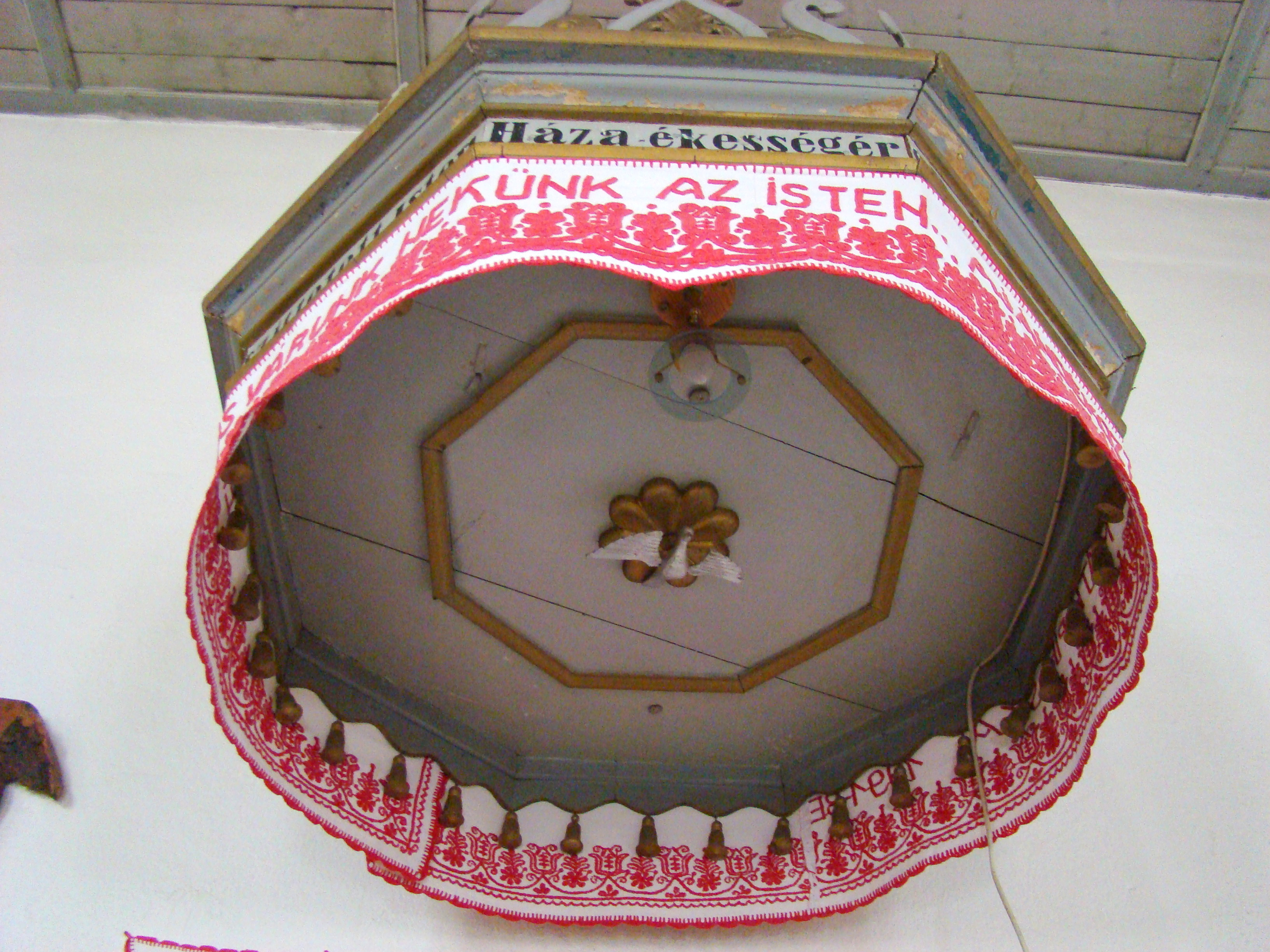
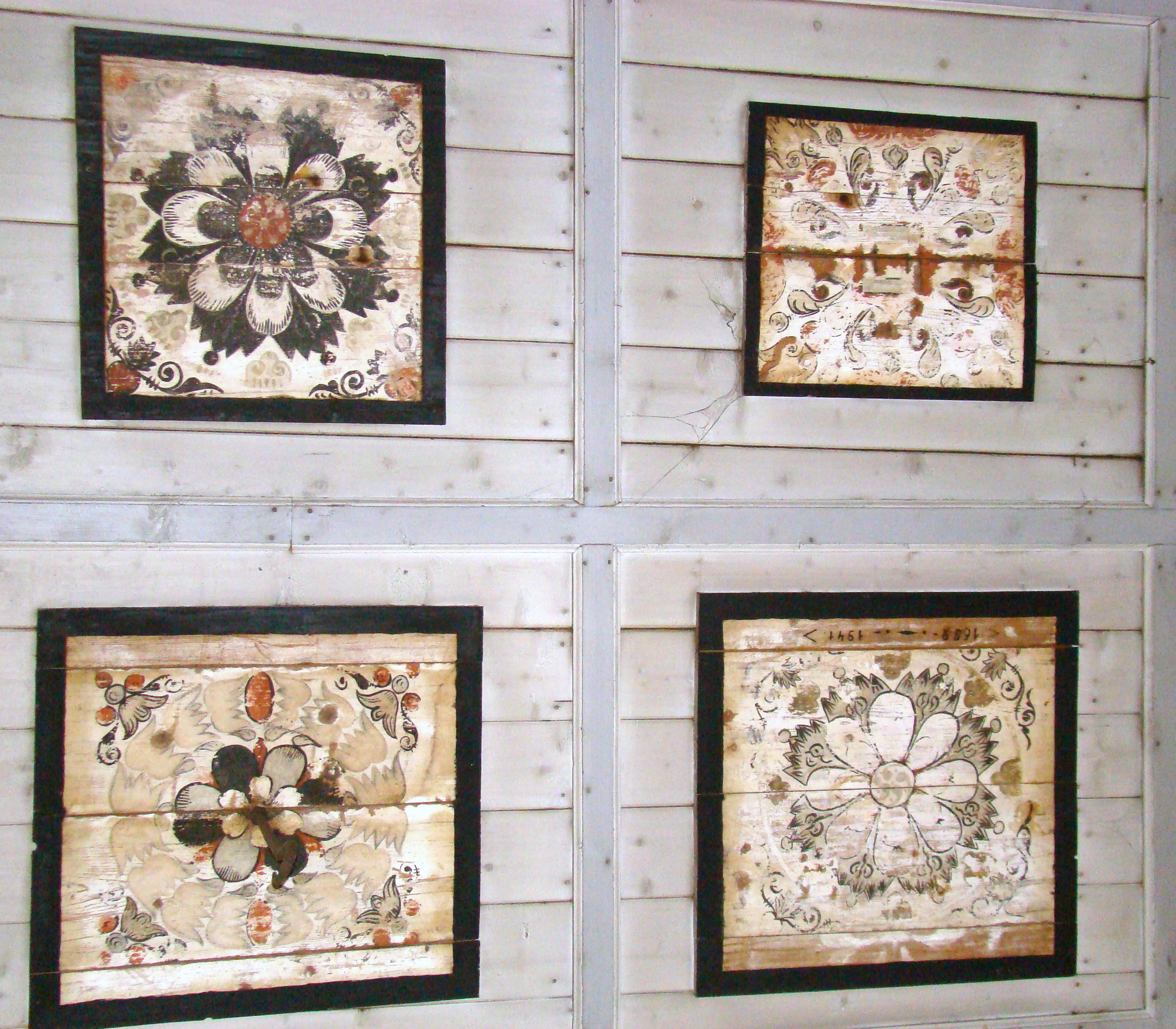
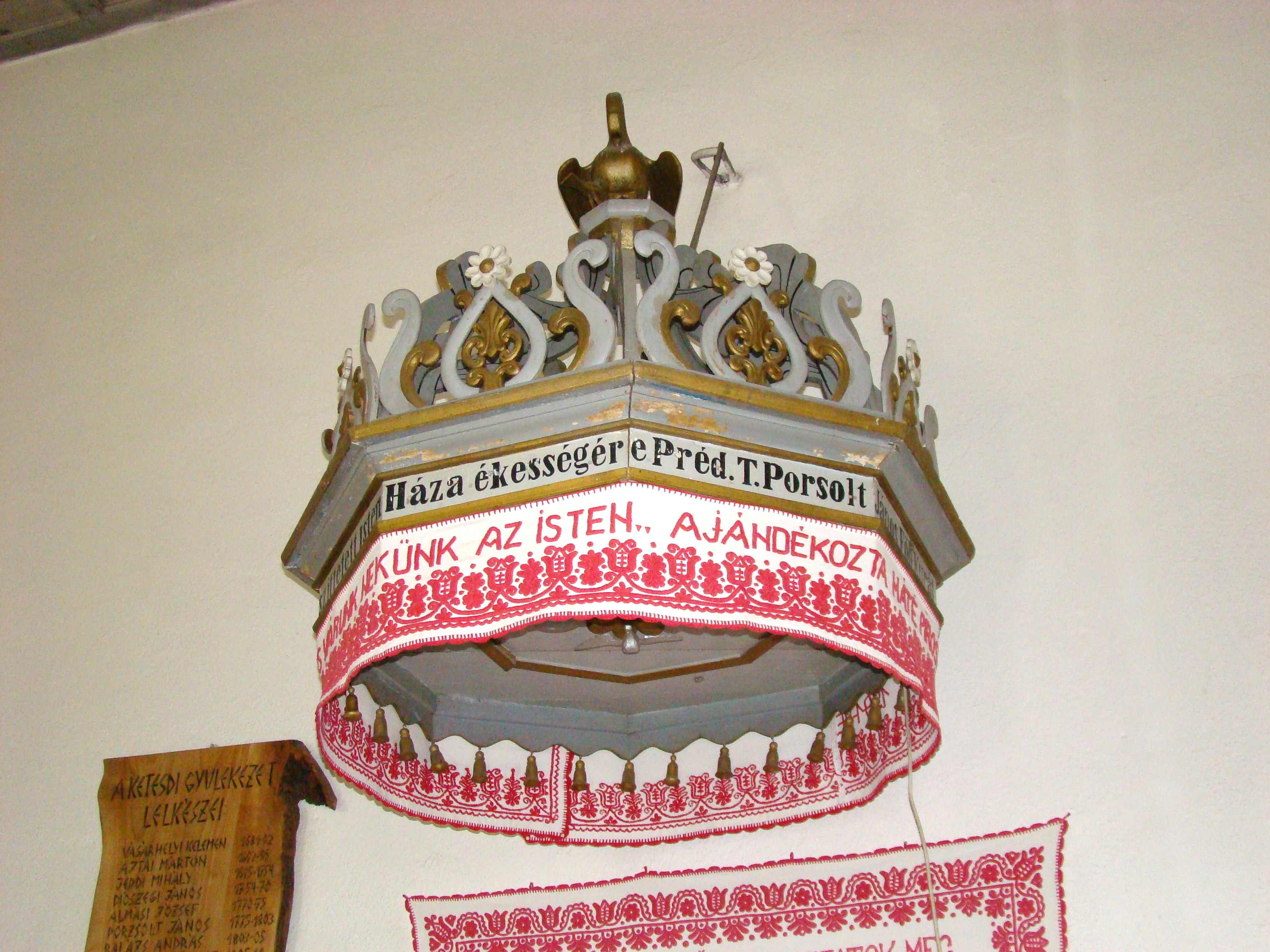
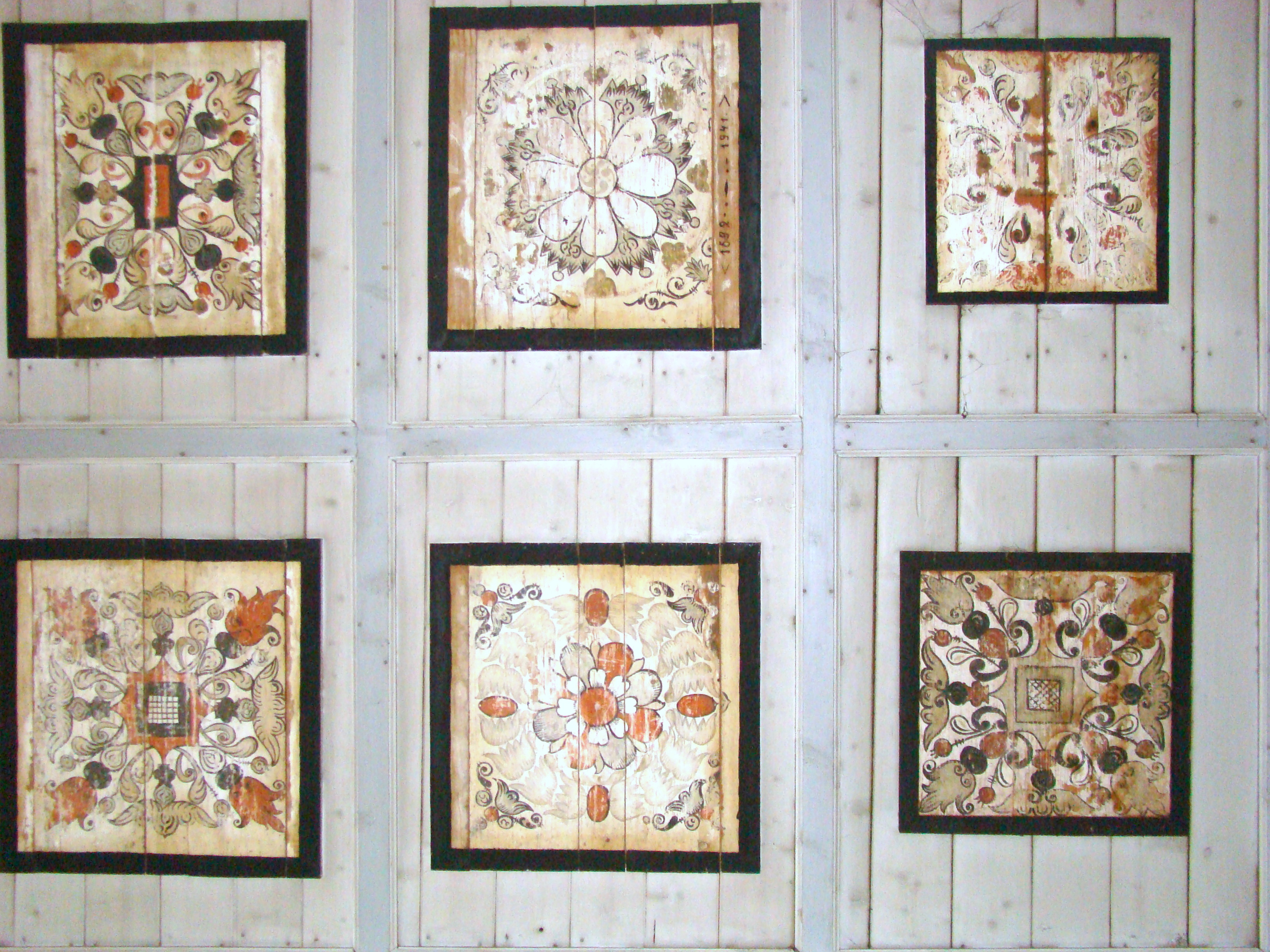
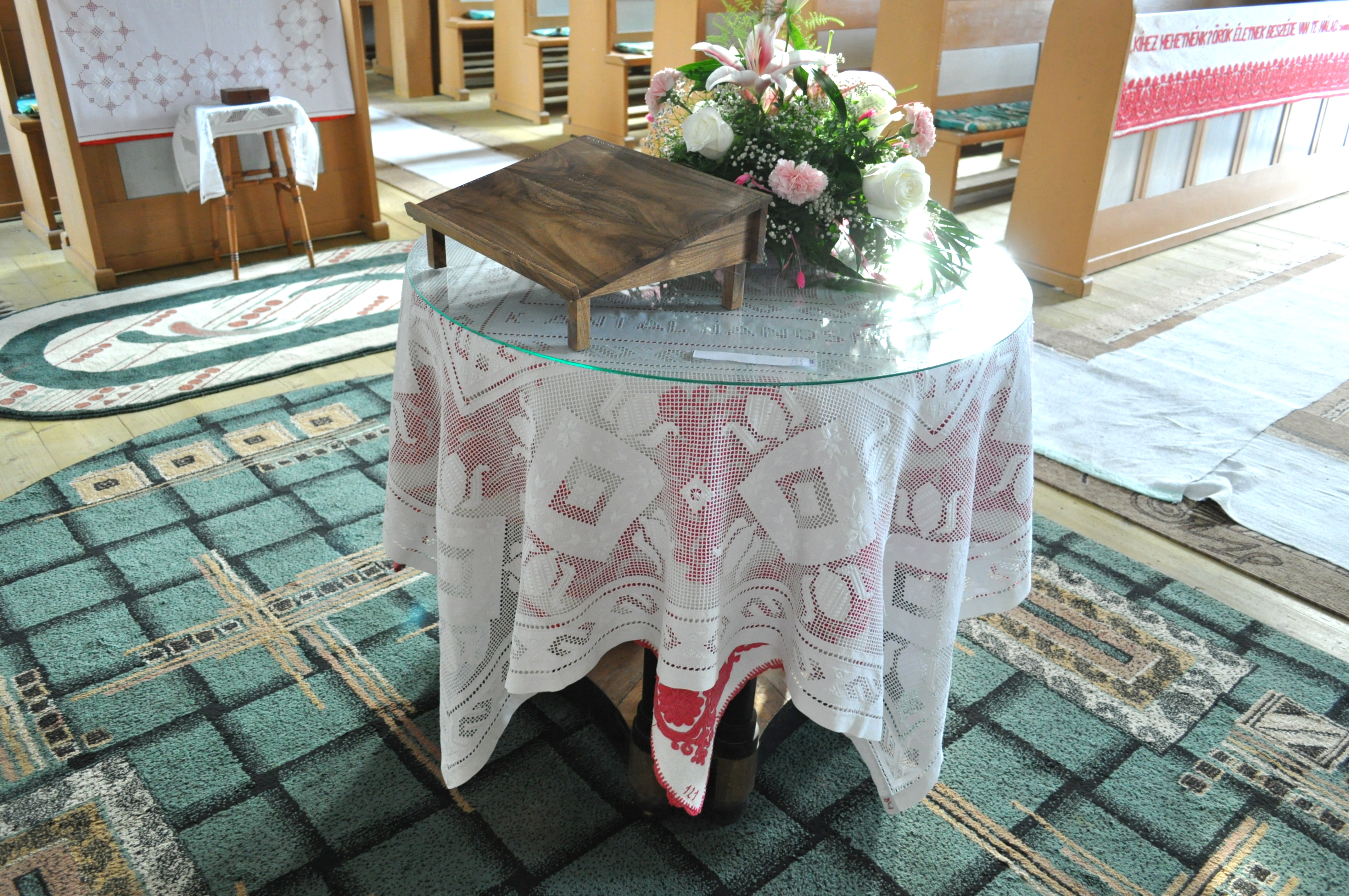
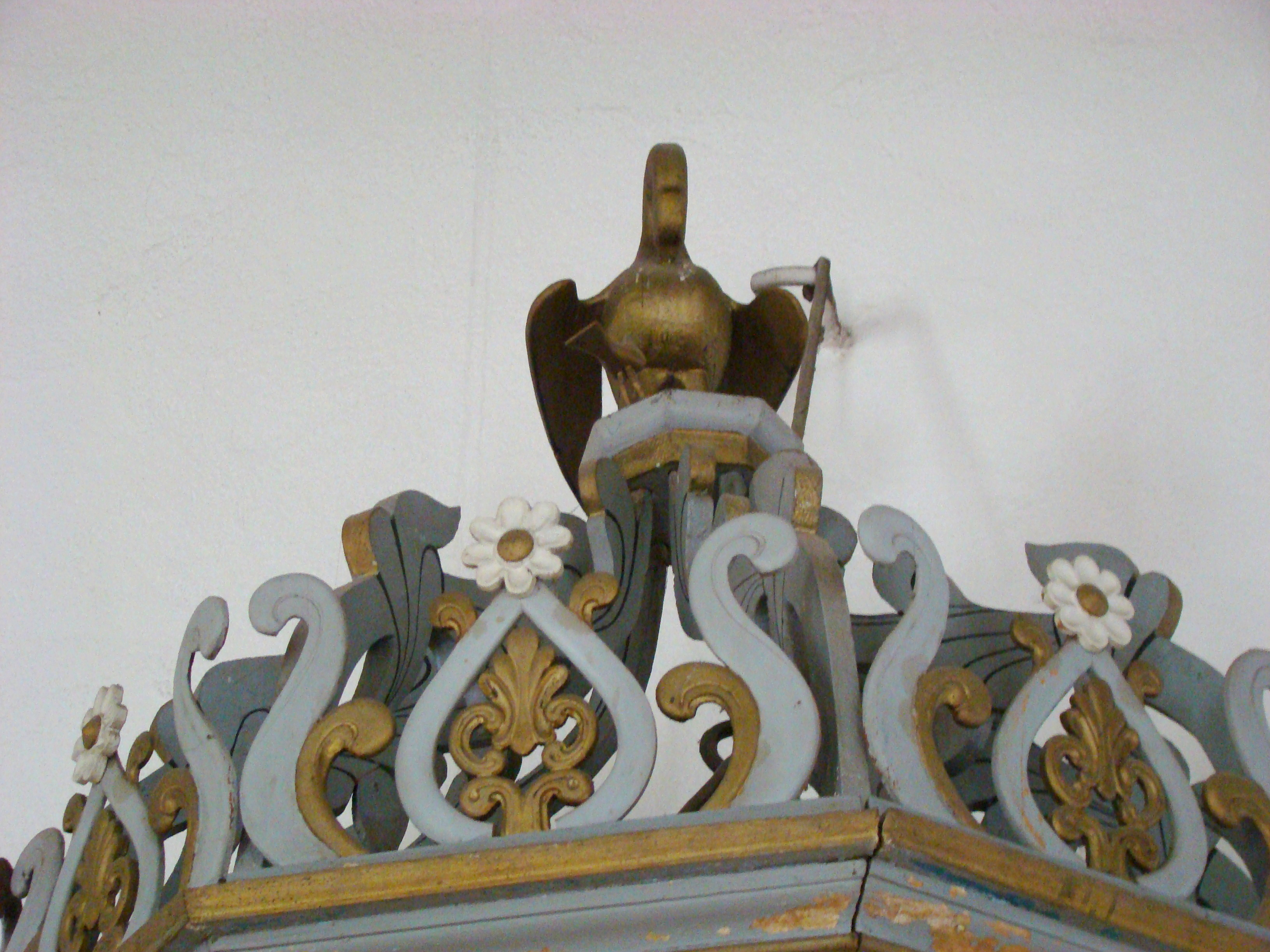
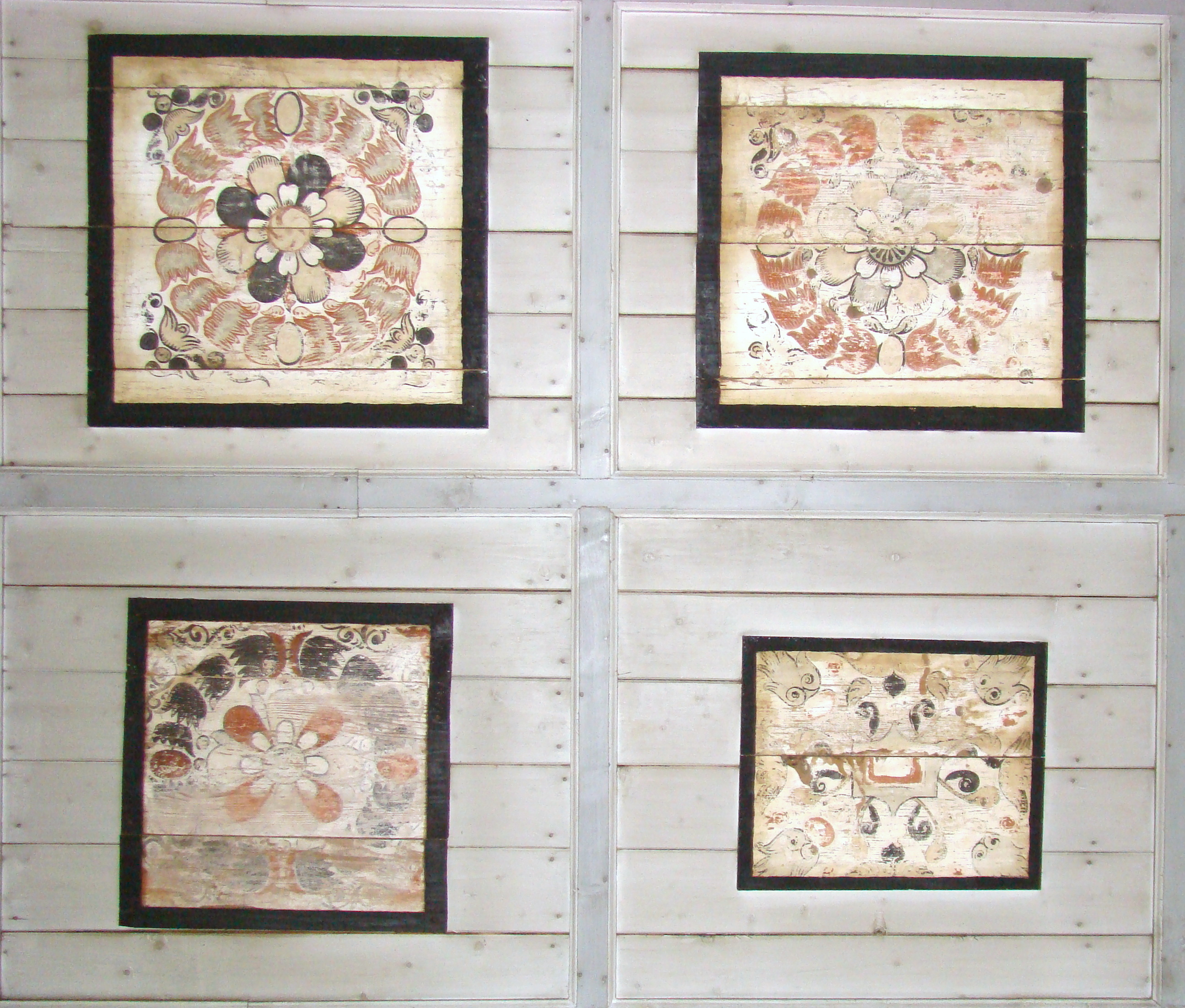
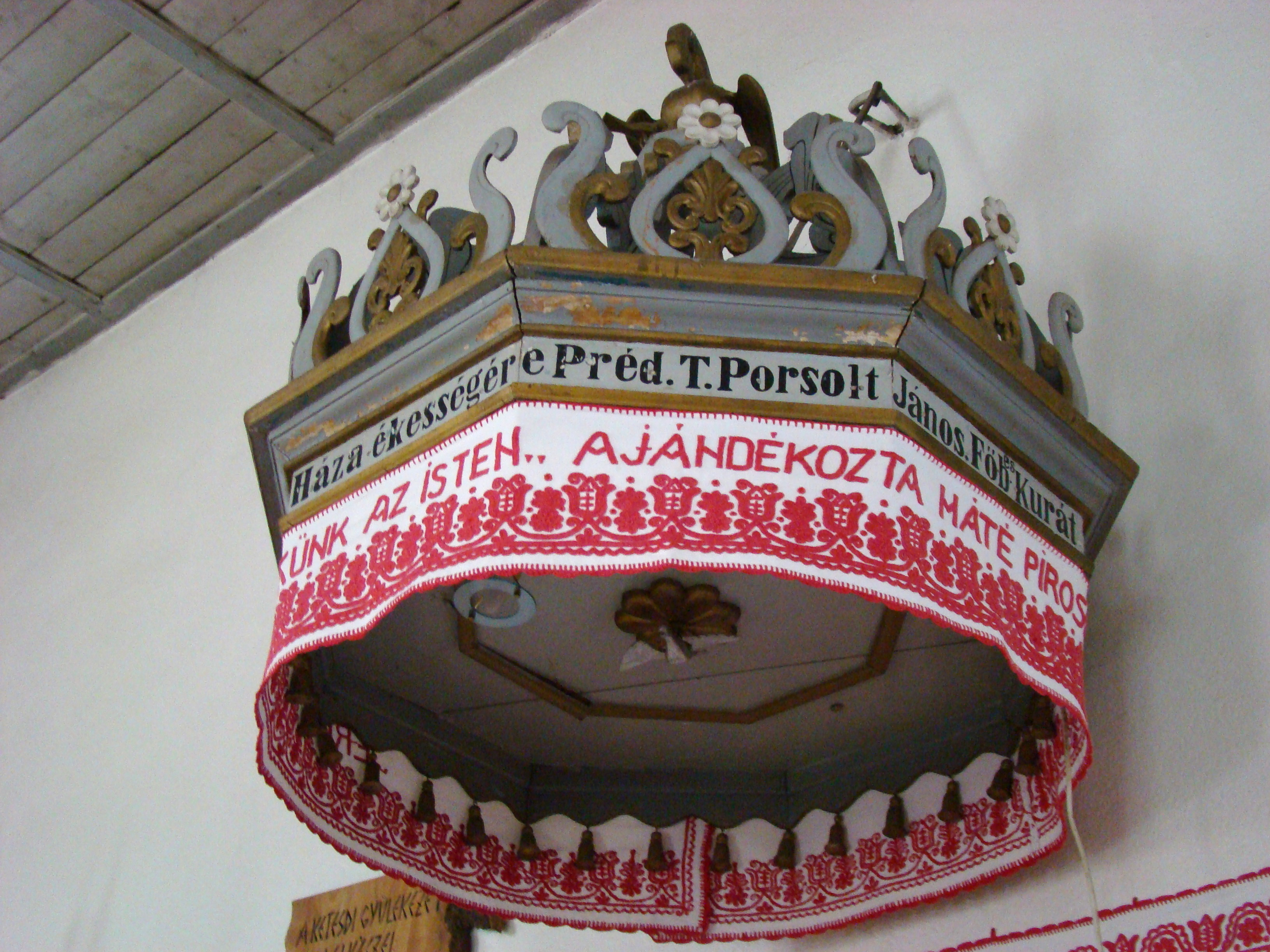
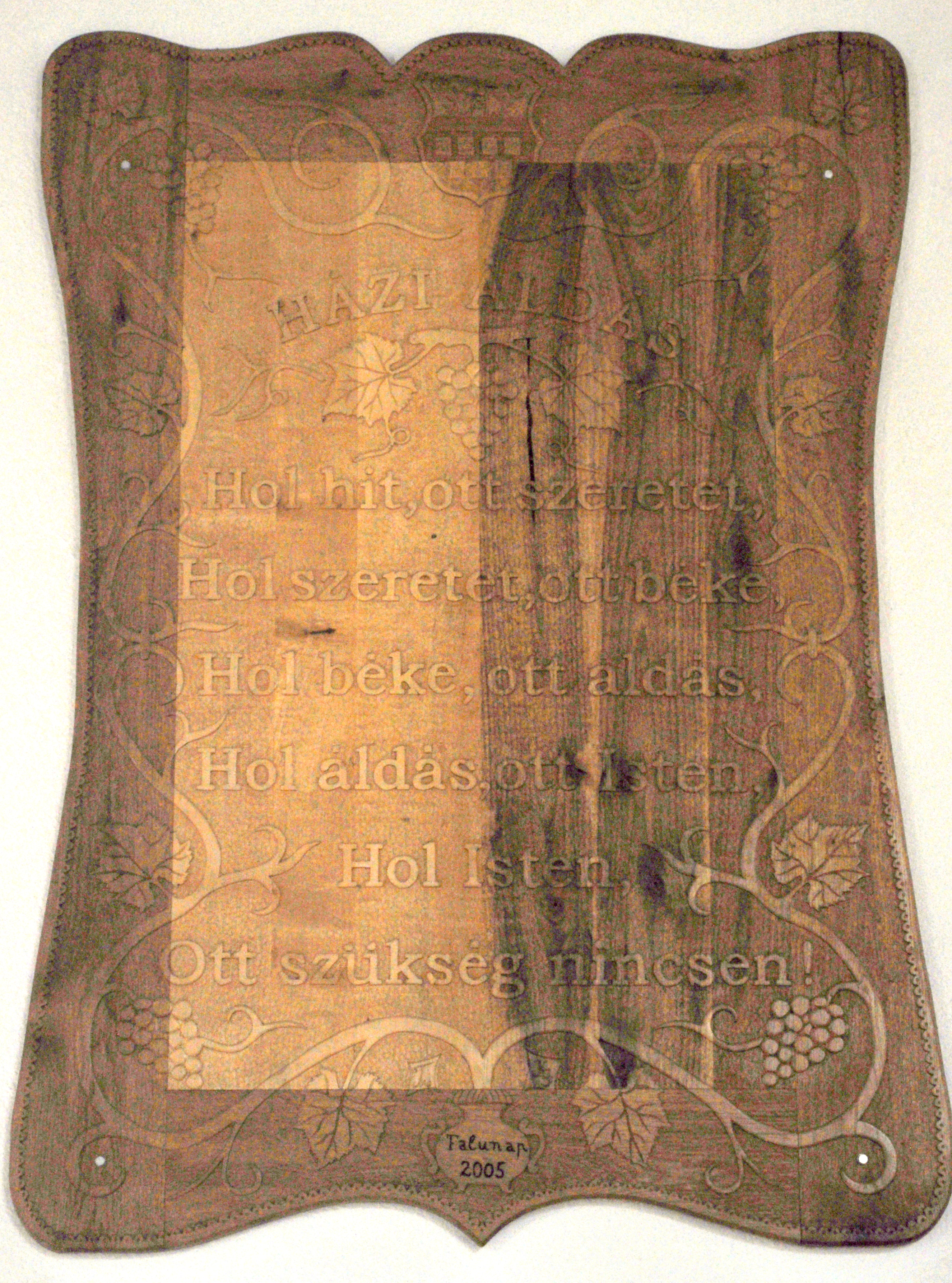
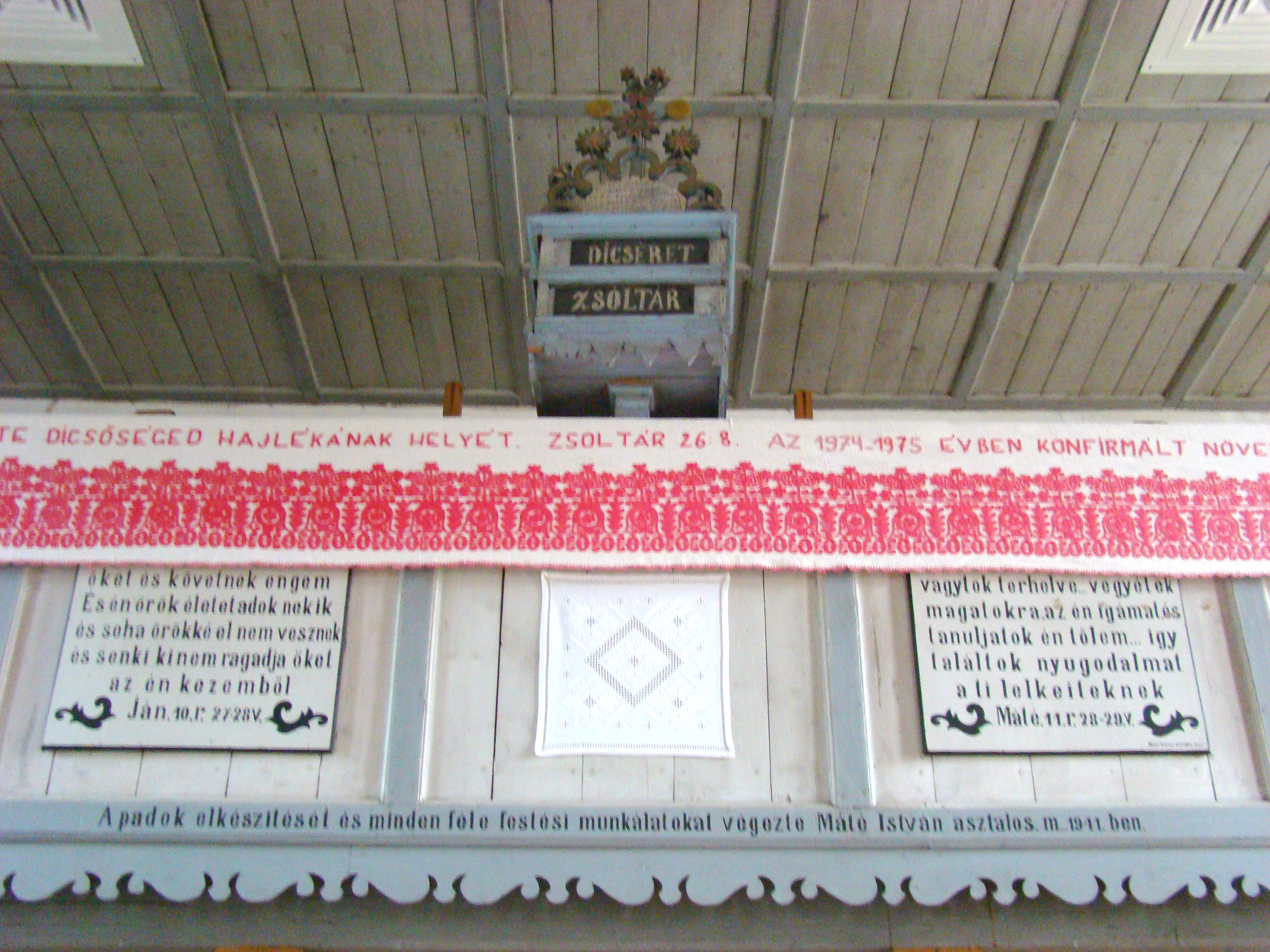